# Kommunalwahlen in Nordrhein-Westfalen 2009/Ergebnisse A–C
Dieser Artikel enthält die Ergebnisse der Kommunalwahlen in Nordrhein-Westfalen 2009 der Kreise und kreisfreien Städte mit den Anfangsbuchstaben A bis C.

## Städteregion Aachen

### Kreistag/Städteregionstag
Das Aachen-Gesetz sieht vor, dass der Kreis Aachen und die Kreisfreie Stadt Aachen am 21. Oktober 2009 die neue Städteregion Aachen bilden werden. Bei der Kommunalwahl wird darum schon der Städteregionstag und der Städteregionsrat gewählt. Trotz der Zugehörigkeit zur Städteregion bleibt die Stadt Aachen offiziell kreisfrei und wählt damit neben Stadtrat, Städteregionsrat und Städteregionstag weiterhin auch einen eigenen Oberbürgermeister.
| Kreistag/Städteregionsrat seit 2004 | Kreistag/Städteregionsrat seit 2004 | Kreistag/Städteregionsrat seit 2004 | Kreistag/Städteregionsrat seit 2004 | Kreistag/Städteregionsrat seit 2004 | Kreistag/Städteregionsrat seit 2004 | Kreistag/Städteregionsrat seit 2004 | Kreistag/Städteregionsrat seit 2004 | Kreistag/Städteregionsrat seit 2004 | Kreistag/Städteregionsrat seit 2004 | Kreistag/Städteregionsrat seit 2004 | Kreistag/Städteregionsrat seit 2004 | Kreistag/Städteregionsrat seit 2004 | Kreistag/Städteregionsrat seit 2004 | Kreistag/Städteregionsrat seit 2004 | Kreistag/Städteregionsrat seit 2004 | Kreistag/Städteregionsrat seit 2004 | Kreistag/Städteregionsrat seit 2004 | Kreistag/Städteregionsrat seit 2004 | Kreistag/Städteregionsrat seit 2004 | Kreistag/Städteregionsrat seit 2004 | Kreistag/Städteregionsrat seit 2004 | Kreistag/Städteregionsrat seit 2004 | Kreistag/Städteregionsrat seit 2004 |
| --- | ----------------------------------- | ----------------------------------- | ----------------------------------- | ----------------------------------- | ----------------------------------- | ----------------------------------- | ----------------------------------- | ----------------------------------- | ----------------------------------- | ----------------------------------- | ----------------------------------- | ----------------------------------- | ----------------------------------- | ----------------------------------- | ----------------------------------- | ----------------------------------- | ----------------------------------- | ----------------------------------- | ----------------------------------- | ----------------------------------- | ----------------------------------- | ----------------------------------- | ----------------------------------- |
| Gremium | Wahlperiode                         | CDU                                 | CDU                                 | SPD                                 | SPD                                 | Bündnis 90/Die Grünen               | Bündnis 90/Die Grünen               | FDP                                 | FDP                                 | die Partei „Die Linke“              | die Partei „Die Linke“              | UWG                                 | UWG                                 | REP                                 | REP                                 | Einzel-bewerber                     | Einzel-bewerber                     | ABL                                 | ABL                                 | Rat                                 |                                     |                                     |                                     |
| Kreistag | XIV: 2004–2009                      | 43,9 %                              | 25                                  | 32,5 %                              | 18                                  | 8,2 %                               | 5                                   | 6,3 %                               | 3                                   |                                     |                                     | 5,7 %                               | 3                                   | 3,3 %                               | 2                                   |                                     |                                     |                                     |                                     | 56                                  |                                     |                                     |                                     |
| Städteregionstag | XV: 2009–2014                       | 38,22 %                             | 27                                  | 29,15 %                             | 21                                  | 14,79 %                             | 11                                  | 8,64 %                              | 6                                   | 4,44 %                              | 3                                   | 3,50 %                              | 3                                   | 1,15 %                              | 1                                   | 0,10 %                              | –                                   | 0,02 %                              | –                                   | 72                                  |                                     |                                     |                                     |
| Quellen: Kommunalwahlen; Heft 1: Ergebnisse früherer Wahlen in NRW – 2009. (PDF; 3,73 MB) Landesbetrieb Information und Technik Nordrhein-Westfalen, Juli 2009, S. 29, abgerufen am 30. Dezember 2014.Städteregion Aachen – Städtregionstagswahl 30.8.2009 – Sitzverteilung. In: Wahlen in der Städteregion Aachen – Kommunalwahl 2009 (Memento vom 21. Januar 2015 im Internet Archive). Städteregion Aachen, archiviert vom Original (nicht mehr online verfügbar) am 20. Januar 2015; abgerufen am 30. Dezember 2014.Städteregion Aachen – Städteregionstagswahl 30.08.2009 – Gesamtergebnis. In: Wahlen in der Städteregion Aachen – Kommunalwahl 2009 (Memento vom 21. Januar 2015 im Internet Archive). Städteregion Aachen, archiviert vom Original (nicht mehr online verfügbar) am 20. Januar 2015; abgerufen am 30. Dezember 2014. |                                     |                                     |                                     |                                     |                                     |                                     |                                     |                                     |                                     |                                     |                                     |                                     |                                     |                                     |                                     |                                     |                                     |                                     |                                     |                                     |                                     |                                     |                                     |

### Landrat/Städteregionsrat
| Partei | 26.09.2004 – Landrat      | 26.09.2004 – Landrat | 26.09.2004 – Landrat | 30.08.2009 – Städteregionsrat | 30.08.2009 – Städteregionsrat | 30.08.2009 – Städteregionsrat |
| Partei | Kandidat                  | Anzahl               | %                    | Kandidat                      | Anzahl                        | %                             |
| --- | ------------------------- | -------------------- | -------------------- | ----------------------------- | ----------------------------- | ----------------------------- |
| Wahlberechtigte | Wahlberechtigte           | 237.372              |                      |                               | 429.311                       |                               |
| Wähler | Wähler                    | 138.246              | 58,24                |                               | 234.557                       | 54,64                         |
| ungültige Stimmen | ungültige Stimmen         | 4.324                | 3,13                 |                               | 6.272                         | 2,67                          |
| gültige Stimmen | gültige Stimmen           | 133.922              | 96,87                |                               | 228.285                       | 97,33                         |
| CDU | Carl Meulenbergh          | 67.276               | 50,24                | Helmut Etschenberg            | 91.505                        | 40,08                         |
| SPD | Josef Stiel               | 43.256               | 32,30                | Uwe Zink                      | 65.911                        | 28,87                         |
| GRÜNE | Aggi Majewsky             | 8.417                | 6,29                 | Dr. Thomas Griese             | 33.459                        | 14,66                         |
| FDP | Franz-Josef Zwingmann     | 6.903                | 5,15                 | Dr. Werner Pfeil              | 18.982                        | 8,32                          |
| DIE LINKE |                           |                      |                      | Uwe F. Löhr                   | 10.448                        | 4,58                          |
| UWG Kreis Aachen | Dr. Renate Ortmanns-Lilge | 8.070                | 6,03                 | Erich Spies                   | 7.980                         | 3,50                          |
| Quellen: Kreis Aachen (Hrsg.): Statistisches Jahrbuch 2004. Kreisvertretung Wahlen. Aachen 2004, S. 36. Städteregion Aachen – Wahl des/der Städteregionsrats/Städteregionsrätin 30.08.2009 – Gesamtergebnis (Memento vom 22. Dezember 2014 im Internet Archive) In: Wahlen in der Städteregion Aachen – Kommunalwahl 2009 (Memento vom 21. Januar 2015 im Internet Archive) Städteregion Aachen, abgerufen am 30. Dezember 2014 |                           |                      |                      |                               |                               |                               |

### Räte der kreisabhängigen Städte und Gemeinden
| Alsdorf                                        | Jahr  | SPD   | SPD   | CDU   | CDU  | Grüne | Grüne | FDP | FDP  | FWA | FWA  | REP  | REP  | Linke | Linke | Gesamt           | Bürgermeister |     |
| ---------------------------------------------- | ----- | ----- | ----- | ----- | ---- | ----- | ----- | --- | ---- | --- | ---- | ---- | ---- | ----- | ----- | ---------------- | ------------- | --- |
|                                                | 1994  | 43,41 |       | 42,40 |      | 7,87  |       |     |      |     |      | 3,37 |      |       |       |                  | Helmut Brand  | CDU |
| 1999                                           | 44,72 | 19    | 42,80 | 19    | 4,13 | 2     |       |     | 4,21 | 2   | 4,15 | 2    |      |       | 44    | Wolfgang Schwake | CDU           |     |
| 2004                                           | 34,89 | 13    | 35,66 | 14    | 7,73 | 3     | 5,04  | 2   | 8,44 | 3   | 8,23 | 3    |      |       | 38    | Helmut Klein     | parteilos     |     |
| 2009                                           | 41,44 | 16    | 29,45 | 11    | 8,18 | 3     | 6,33  | 2   | 5,77 | 2   | 4,53 | 2    | 4,29 | 2     | 38    | Alfred Sonders   | SPD           |     |
| - FWA = Freie Wählergemeinschaft Alsdorf e. V. |       |       |       |       |      |       |       |     |      |     |      |      |      |       |       |                  |               |     |

| Baesweiler                                        | Jahr  | CDU   | CDU   | SPD   | SPD  | Grüne | Grüne | FDP | FDP  | FWB | FWB | Gesamt            | Bürgermeister |  |
| ------------------------------------------------- | ----- | ----- | ----- | ----- | ---- | ----- | ----- | --- | ---- | --- | --- | ----------------- | ------------- |  |
|                                                   | 1994  | 57,36 |       | 37,50 |      | 5,14  |       |     |      |     |     |                   |               |  |
| 1999                                              | 71,36 | 27    | 24,56 | 9     | 4,07 | 2     |       |     |      |     | 38  | Dr. Willi Linkens | CDU           |  |
| 2004                                              | 73,08 | 28    | 18,28 | 7     | 4,90 | 2     | 3,73  | 1   |      |     | 38  | Dr. Willi Linkens | CDU           |  |
| 2009                                              | 69,86 | 26    | 16,04 | 6     | 7,01 | 3     | 4,21  | 2   | 2,88 | 1   | 38  | Dr. Willi Linkens | CDU           |  |
| - FWB = Freie Wählergemeinschaft Baesweiler e. V. |       |       |       |       |      |       |       |     |      |     |     |                   |               |  |

| Eschweiler                                                                                                | Jahr  | SPD   | SPD   | CDU   | CDU  | FDP  | FDP  | UWG   | UWG  | Grüne | Grüne | Linke | Linke | FBE | FBE | Gesamt       | Bürgermeister |     |
| --- | ----- | ----- | ----- | ----- | ---- | ---- | ---- | ----- | ---- | ----- | ----- | ----- | ----- | --- | --- | ------------ | ------------- | --- |
| | 1994  | 41,15 |       | 36,95 |      | 1,76 |      | 13,39 |      | 6,76  |       |       |       |     |     |              | Manfred Esser | CDU |
| 1999 | 44,61 | 22    | 41,15 | 21    | 2,84 | 1    | 5,85 | 3     | 4,13 | 2     |       |       | 1,42  | 1   | 50  | Rudi Bertram | SPD           |     |
| 2004 | 47,77 | 24    | 32,94 | 16    | 5,26 | 3    | 8,30 | 4     | 5,72 | 3     |       |       |       |     | 50  | Rudi Bertram | SPD           |     |
| 2009 | 49,79 | 25    | 27,58 | 14    | 7,17 | 4    | 6,94 | 3     | 5,55 | 3     | 2,97  | 1     |       |     | 50  | Rudi Bertram | SPD           |     |
| - UWG = Unabhängige Wählergemeinschaft Eschweiler e. V. - FWE = Freie Wählergemeinschaft Eschweiler e. V. |       |       |       |       |      |      |      |       |      |       |       |       |       |     |     |              |               |     |

| Herzogenrath | Jahr  | CDU   | CDU   | SPD   | SPD   | Grüne | Grüne | FDP  | FDP  | Linke | Linke | Gesamt                    | Bürgermeister |     |
| ------------ | ----- | ----- | ----- | ----- | ----- | ----- | ----- | ---- | ---- | ----- | ----- | ------------------------- | ------------- | --- |
|              | 1994  | 42,29 |       | 46,91 |       | 8,54  |       | 2,14 |      |       |       |                           | Gerd Schwartz | CDU |
| 1999         | 45,48 | 20    | 45,88 | 20    | 5,62  | 3     | 3,02  | 1    |      |       | 44    | Gerd Zimmermann           | CDU           |     |
| 2004         | 43,42 | 19    | 39,50 | 17    | 10,11 | 5     | 6,97  | 3    |      |       | 44    | Gerd Zimmermann           | CDU           |     |
| 2009         | 38,88 | 17    | 33,08 | 15    | 11,60 | 5     | 9,80  | 4    | 6,64 | 3     | 44    | Christoph von den Driesch | CDU           |     |

| Monschau                                                    | Jahr  | CDU   | CDU   | SPD   | SPD   | Grüne | Grüne | FDP  | FDP  | Linke | Linke | BF 21 | BF 21 | Gesamt           | Bürgermeister  |     |
| ----------------------------------------------------------- | ----- | ----- | ----- | ----- | ----- | ----- | ----- | ---- | ---- | ----- | ----- | ----- | ----- | ---------------- | -------------- | --- |
|                                                             | 1994  | 58,75 |       | 28,58 |       | 8,79  |       | 3,88 |      |       |       |       |       |                  | Dieter Franken | CDU |
| 1999                                                        | 61,53 | 20    | 24,64 | 8     | 4,52  | 1     | 2,90  | 1    |      |       | 6,41  | 2     | 32    | Theo Steinröx    | CDU            |     |
| 2004                                                        | 61,92 | 20    | 19,45 | 6     | 8,05  | 2     | 5,31  | 2    |      |       | 5,25  | 2     | 32    | Theo Steinröx    | CDU            |     |
| 2009                                                        | 54,44 | 18    | 19,69 | 6     | 11,01 | 4     | 7,33  | 2    | 4,36 | 1     | 3,18  | 1     | 32    | Margareta Ritter | CDU            |     |
| - BF 21 = Bürgerforum 21 Monschau (Freie Wählervereinigung) |       |       |       |       |       |       |       |      |      |       |       |       |       |                  |                |     |

| Roetgen                                                       | Jahr  | SPD   | SPD   | CDU   | CDU   | UWG | UWG   | Grüne | Grüne | FDP  | FDP | Gesamt      | Bürgermeister |  |
| ------------------------------------------------------------- | ----- | ----- | ----- | ----- | ----- | --- | ----- | ----- | ----- | ---- | --- | ----------- | ------------- |  |
|                                                               | 1994  | 28,58 |       | 46,88 |       |     |       | 17,79 |       | 6,75 |     |             |               |  |
| 1999                                                          | 31,98 | 8     | 46,40 | 12    |       |     | 16,00 | 4     | 5,62  | 2    | 26  | Manfred Eis | SPD           |  |
| 2004                                                          | 31,26 | 8     | 40,92 | 11    |       |     | 20,63 | 5     | 7,20  | 2    | 26  | Manfred Eis | SPD           |  |
| 2009                                                          | 31,53 | 8     | 26,94 | 7     | 20,54 | 5   | 15,34 | 4     | 5,65  | 2    | 26  | Manfred Eis | SPD           |  |
| - UWG = Unabhängige Wählergemeinschaft Roetgener Bürger e. V. |       |       |       |       |       |     |       |       |       |      |     |             |               |  |

| Simmerath                                              | Jahr  | CDU   | CDU   | SPD   | SPD   | UWG | UWG  | FDP  | FDP  | Grüne | Grüne | Gesamt              | Bürgermeister |  |
| ------------------------------------------------------ | ----- | ----- | ----- | ----- | ----- | --- | ---- | ---- | ---- | ----- | ----- | ------------------- | ------------- |  |
|                                                        | 1994  | 58,12 |       | 21,75 |       |     |      | 5,63 |      | 7,07  |       |                     |               |  |
| 1999                                                   | 64,17 | 21    | 19,18 | 6     | 7,50  | 2   | 4,79 | 2    | 4,36 | 1     | 32    | Hubert Breuer       | CDU           |  |
| 2004                                                   | 56,88 | 18    | 18,18 | 6     | 12,12 | 4   | 6,19 | 2    | 6,52 | 2     | 32    | Hubert Breuer       | CDU           |  |
| 2009                                                   | 49,05 | 16    | 25,25 | 8     | 13,37 | 4   | 6,23 | 2    | 6,10 | 2     | 32    | Karl-Heinz Hermanns | CDU           |  |
| - UWG = Unabhängige Wählergemeinschaft Simmerath e. V. |       |       |       |       |       |     |      |      |      |       |       |                     |               |  |

| Stolberg | Jahr  | SPD   | SPD   | CDU   | CDU  | FDP  | FDP  | Grüne | Grüne | Linke | Linke | UWG | UWG  | NPD | NPD  | ABS | ABS  | REP | REP  | DVU | DVU | Gesamt               | Bürgermeister |     |
| --- | ----- | ----- | ----- | ----- | ---- | ---- | ---- | ----- | ----- | ----- | ----- | --- | ---- | --- | ---- | --- | ---- | --- | ---- | --- | --- | -------------------- | ------------- | --- |
| | 1994  | 39,96 |       | 36,40 |      | 3,95 |      | 6,24  |       |       |       |     |      |     |      |     |      |     |      |     |     |                      | Hans Fischer  | SPD |
| 1999 | 37,53 | 19    | 48,86 | 25    | 4,60 | 2    | 4,82 | 2     | 0,66  |       | 1,19  | 1   |      |     |      |     |      |     | 2,26 | 1   | 50  | Hans-Josef Siebertz  | CDU           |     |
| 2004 | 36,78 | 18    | 38,71 | 19    | 8,65 | 4    | 6,88 | 3     |       |       | 3,75  | 2   | 3,03 | 2   | 0,99 | 1   |      |     | 1,20 | 1   | 50  | Ferdinand Gatzweiler | SPD           |     |
| 2009 | 37,79 | 17    | 36,78 | 16    | 8,85 | 4    | 6,77 | 3     | 3,58  | 2     | 2,97  | 1   | 2,22 | 1   | 0,94 | –   | 0,10 | –   |      |     | 44  | Ferdinand Gatzweiler | SPD           |     |
| - UWG = Unabhängige Wählergemeinschaft Stolberg e. V. - ABS = Alternative Bürgerliste Stolberg e. V. - Bürgermeister von 1997-1999: Wolfgang Hennig (CDU) |       |       |       |       |      |      |      |       |       |       |       |     |      |     |      |     |      |     |      |     |     |                      |               |     |

| Würselen                                              | Jahr  | SPD   | SPD   | CDU   | CDU   | UWG | UWG   | FDP  | FDP   | Grüne | Grüne | Gesamt        | Bürgermeister |  |
| ----------------------------------------------------- | ----- | ----- | ----- | ----- | ----- | --- | ----- | ---- | ----- | ----- | ----- | ------------- | ------------- |  |
|                                                       | 1994  | 49,84 |       | 40,55 |       |     |       | 1,51 |       | 8,10  |       |               |               |  |
| 1999                                                  | 33,17 | 15    | 47,33 | 22    | 12,45 | 6   | 1,91  | 1    | 5,14  | 2     | 46    | Werner Breuer | CDU           |  |
| 2004                                                  | 32,08 | 14    | 38,32 | 17    | 16,11 | 7   | 6,80  | 3    | 6,68  | 3     | 44    | Arno Nelles   | SPD           |  |
| 2009                                                  | 31,50 | 14    | 30,34 | 13    | 15,49 | 7   | 12,18 | 5    | 10,48 | 5     | 44    | Arno Nelles   | SPD           |  |
| - UWG = Unabhängige Wählergemeinschaft Würselen e. V. |       |       |       |       |       |     |       |      |       |       |       |               |               |  |

## Aachen

### Stadtrat
Der Stadtrat in Aachen bestand während der XV Wahlperiode aus 74 Mitgliedern, wovon 32 in Wahlbezirken gewählt wurden. 28 Direktmandate fielen an die CDU, 4 an die SPD.
Wahlberechtigt waren 187.618 Wähler, von denen 100.321 oder 53,47 % an der Wahl teilnahmen. 1.585 Stimmen (1,58 %) waren ungültig.
| Rat der Stadt Aachen: Wähleranteil und Stadträte seit 2004 | Rat der Stadt Aachen: Wähleranteil und Stadträte seit 2004 | Rat der Stadt Aachen: Wähleranteil und Stadträte seit 2004 | Rat der Stadt Aachen: Wähleranteil und Stadträte seit 2004 | Rat der Stadt Aachen: Wähleranteil und Stadträte seit 2004 | Rat der Stadt Aachen: Wähleranteil und Stadträte seit 2004 | Rat der Stadt Aachen: Wähleranteil und Stadträte seit 2004 | Rat der Stadt Aachen: Wähleranteil und Stadträte seit 2004 | Rat der Stadt Aachen: Wähleranteil und Stadträte seit 2004 | Rat der Stadt Aachen: Wähleranteil und Stadträte seit 2004 | Rat der Stadt Aachen: Wähleranteil und Stadträte seit 2004 | Rat der Stadt Aachen: Wähleranteil und Stadträte seit 2004 | Rat der Stadt Aachen: Wähleranteil und Stadträte seit 2004 | Rat der Stadt Aachen: Wähleranteil und Stadträte seit 2004 | Rat der Stadt Aachen: Wähleranteil und Stadträte seit 2004 | Rat der Stadt Aachen: Wähleranteil und Stadträte seit 2004 | Rat der Stadt Aachen: Wähleranteil und Stadträte seit 2004 | Rat der Stadt Aachen: Wähleranteil und Stadträte seit 2004 | Rat der Stadt Aachen: Wähleranteil und Stadträte seit 2004 | Rat der Stadt Aachen: Wähleranteil und Stadträte seit 2004 | Rat der Stadt Aachen: Wähleranteil und Stadträte seit 2004 | Rat der Stadt Aachen: Wähleranteil und Stadträte seit 2004 | Rat der Stadt Aachen: Wähleranteil und Stadträte seit 2004 | Rat der Stadt Aachen: Wähleranteil und Stadträte seit 2004 |
| --- | ---------------------------------------------------------- | ---------------------------------------------------------- | ---------------------------------------------------------- | ---------------------------------------------------------- | ---------------------------------------------------------- | ---------------------------------------------------------- | ---------------------------------------------------------- | ---------------------------------------------------------- | ---------------------------------------------------------- | ---------------------------------------------------------- | ---------------------------------------------------------- | ---------------------------------------------------------- | ---------------------------------------------------------- | ---------------------------------------------------------- | ---------------------------------------------------------- | ---------------------------------------------------------- | ---------------------------------------------------------- | ---------------------------------------------------------- | ---------------------------------------------------------- | ---------------------------------------------------------- | ---------------------------------------------------------- | ---------------------------------------------------------- | ---------------------------------------------------------- |
| Wahlperiode | CDU                                                        | CDU                                                        | SPD                                                        | SPD                                                        | Bündnis 90/Die Grünen                                      | Bündnis 90/Die Grünen                                      | FDP                                                        | FDP                                                        | die Partei „Die Linke“                                     | die Partei „Die Linke“                                     | Piratenpartei                                              | Piratenpartei                                              | UWG                                                        | UWG                                                        | FWG                                                        | FWG                                                        | E.L.A.                                                     | E.L.A.                                                     | ABL                                                        | ABL                                                        | GGS                                                        | GGS                                                        | Rat                                                        |
| XIV: 2004–2009 | 37,33 %                                                    | 22                                                         | 32,01 %                                                    | 19                                                         | 17,59 %                                                    | 10                                                         | 5,25 %                                                     | 3                                                          | 2,44 %                                                     | 1                                                          |                                                            | –                                                          | 1,28 %                                                     | 1                                                          |                                                            | –                                                          | 0,53 %                                                     | –                                                          | 2,13 %                                                     | 1                                                          | 0,78 %                                                     | 1                                                          | 58                                                         |
| XV: 2009–2014 | 37,74 %                                                    | 28                                                         | 26,44 %                                                    | 20                                                         | 19,04 %                                                    | 14                                                         | 7,50 %                                                     | 6                                                          | 4,13 %                                                     | 3                                                          | 1,70 %                                                     | 1                                                          | 1,57 %                                                     | 1                                                          | 0,78 %                                                     | 1                                                          | 0,73 %                                                     | –                                                          | 0,24 %                                                     | –                                                          |                                                            | –                                                          | 74                                                         |
| Quellen: Wahl des Rates der Stadt Aachen am 26.9.2004. (PDF; 144 kB) Stadt Aachen, S. 30, abgerufen am 21. Dezember 2014.Stadt Aachen – Ratswahl 30.8.2009 – Sitzverteilung. In: Wahlen in Aachen – Kommunalwahl 2009 (Memento vom 21. Dezember 2014 im Internet Archive). Stadt Aachen, archiviert vom Original (nicht mehr online verfügbar) am 21. Dezember 2014; abgerufen am 21. Dezember 2014.Stadt Aachen – Ratswahl 30.8.2009 – Gesamtergebnis. In: Wahlen in Aachen – Kommunalwahl 2009 (Memento vom 21. Dezember 2014 im Internet Archive). Stadt Aachen, archiviert vom Original (nicht mehr online verfügbar) am 21. Dezember 2014; abgerufen am 21. Dezember 2014. |                                                            |                                                            |                                                            |                                                            |                                                            |                                                            |                                                            |                                                            |                                                            |                                                            |                                                            |                                                            |                                                            |                                                            |                                                            |                                                            |                                                            |                                                            |                                                            |                                                            |                                                            |                                                            |                                                            |

### Aachener Oberbürgermeister
Der amtierende Oberbürgermeister Jürgen Linden (SPD) trat 2009 nicht mehr zur Wahl an.
| Partei | 26.9.2004              | 26.9.2004 | 26.9.2004 | 30.8.2009              | 30.8.2009 | 30.8.2009 |
| Partei | Kandidat               | Anzahl    | %         | Kandidat               | Anzahl    | %         |
| --- | ---------------------- | --------- | --------- | ---------------------- | --------- | --------- |
| Wahlberechtigte | Wahlberechtigte        | 182.619   |           |                        | 187.618   |           |
| Wähler | Wähler                 | 102.821   | 56,30     |                        | 100.344   | 53,48     |
| ungültige Stimmen | ungültige Stimmen      | 1.183     | 1,15      |                        | 1.375     | 1,37      |
| gültige Stimmen | gültige Stimmen        | 101.638   | 98,85     |                        | 98.969    | 98,63     |
| CDU | Sabine Verheyen        | 29.084    | 28,62     | Marcel Philipp         | 42.869    | 43,32     |
| SPD | Dr. Jürgen Linden      | 62.092    | 61,09     | Karl Schultheis        | 39.694    | 40,11     |
| GRÜNE | Hilde Scheidt          | 5.001     | 4,92      | Hilde Scheidt          | 9.475     | 9,57      |
| FDP | Wilhelm Helg           | 2.050     | 2,02      | Wilhelm Helg           | 3.800     | 3,84      |
| UWG Stadt Aachen | Horst Schnitzler       | 827       | 0,81      | Horst Schnitzler       | 1.528     | 1,54      |
| Einzelbewerber |                        |           |           | Jörg Polzin            | 964       | 0,97      |
| FWG Stadt Aachen | Hans-Dieter Schaffrath | 1.087     | 1,07      | Hans-Dieter Schaffrath | 639       | 0,65      |
| Quellen: Wahl des Oberbürgermeisters der Stadt Aachen am 26.09.2004. (PDF; 79,0 kB) Stadt Aachen, S. 14, abgerufen am 30. Dezember 2014. Stadt Aachen – Wahl des/der Oberbürgermeisters/in 30.08.2009 – Gesamtergebnis (Memento vom 22. Dezember 2014 im Internet Archive) In: Wahlen in Aachen – Kommunalwahl 2009 (Memento vom 21. Dezember 2014 im Internet Archive) Stadt Aachen, abgerufen am 22. Dezember 2014 |                        |           |           |                        |           |           |

### Die sieben Aachener Bezirksvertretungen
| Mitte           | Wahlperiode | CDU | CDU   | SPD | SPD   | Grüne | Grüne | FDP | FDP  | Linke | Linke | Sitze |
|                 |             |     |       |     |       |       |       |     |      |       |       |       |
| XII: 1994–1999  | 42,97       | 9   | 35,95 | 7   | 15,09 | 3     | 3,23  |     |      |       | 19    |       |
| XIII: 1999–2004 | 46,67       | 9   | 33,13 | 6   | 12,90 | 2     | 4,41  | 1   | 2,89 | 1     | 19    |       |
| XIV: 2004–2009  | 34,30       | 7   | 31,55 | 6   | 21,18 | 4     | 5,46  | 1   | 3,03 | 1     | 19    |       |
| XV: 2009–2014   | 34,53       | 7   | 31,55 | 6   | 21,18 | 4     | 5,46  | 2   | 3,03 | 1     | 19    |       |

| Brand           | Wahlperiode | CDU | CDU   | SPD | SPD   | Grüne | Grüne | FDP | FDP | Sitze |
|                 |             |     |       |     |       |       |       |     |     |       |
| XII: 1994–1999  | 54,23       | 8   | 32,93 | 4   | 8,44  | 1     | 3,19  |     | 13  |       |
| XIII: 1999–2004 | 57,20       | 7   | 29,29 | 4   | 10,07 | 1     | 3,45  | 1   | 13  |       |
| XIV: 2004–2009  | 47,80       | 6   | 28,83 | 4   | 16,21 | 2     | 3,80  | 1   | 13  |       |
| XV: 2009–2014   | 46,93       | 6   | 23,07 | 3   | 19,82 | 3     | 6,76  | 1   | 13  |       |

| Eilendorf       | Wahlperiode | CDU | CDU   | SPD | SPD   | Grüne | Grüne | FDP | FDP  | ABL | ABL | Sitze |
|                 |             |     |       |     |       |       |       |     |      |     |     |       |
| XII: 1994–1999  | 50,34       | 7   | 41,58 | 6   | 4,82  |       | 2,09  |     |      |     | 13  |       |
| XIII: 1999–2004 | 54,44       | 7   | 35,71 | 5   | 7,16  | 1     | 2,69  |     |      |     | 13  |       |
| XIV: 2004–2009  | 46,56       | 6   | 34,83 | 5   | 10,38 | 1     | 3,73  |     | 4,51 | 1   | 13  |       |
| XV: 2009–2014   | 43,71       | 6   | 27,92 | 4   | 15,90 | 0     | 8,21  | 1   |      |     | 13  |       |

| Haaren          | Wahlperiode | CDU | CDU   | SPD | SPD   | Grüne | Grüne | FDP | FDP | Sitze |
|                 |             |     |       |     |       |       |       |     |     |       |
| XII: 1994–1999  | 49,13       | 7   | 39,05 | 5   | 7,09  | 1     | 3,07  |     | 13  |       |
| XIII: 1999–2004 | 54,48       | 6   | 36,13 | 4   | 5,78  | 1     | 3,61  |     | 11  |       |
| XIV: 2004–2009  | 44,16       | 5   | 35,25 | 4   | 10,13 | 1     | 4,44  | 1   | 11  |       |
| XV: 2004–2009   | 46,45       | 5   | 28,35 | 3   | 13,73 | 2     | 7,24  | 1   | 11  |       |

| Kornelimünster/Walheim | Wahlperiode | CDU | CDU   | SPD | SPD   | Grüne | Grüne | FDP | FDP  | ABL | ABL | Sitze |
|                        |             |     |       |     |       |       |       |     |      |     |     |       |
| XII: 1994–1999         | 54,11       | 8   | 29,76 | 4   | 10,95 | 1     | 4,23  |     |      |     | 13  |       |
| XIII: 1999–2004        | 56,12       | 7   | 27,57 | 4   | 9,62  | 1     | 5,07  | 1   |      |     | 13  |       |
| XIV: 2004–2009         | 46,49       | 6   | 26,79 | 3   | 15,89 | 2     | 5,08  | 1   | 5,76 | 1   | 13  |       |
| XV: 2009–2014          | 45,27       | 6   | 22,95 | 3   | 17,92 | 3     | 6,93  | 1   | 1,54 |     | 13  |       |

| Laurensberg     | Wahlperiode | CDU | CDU   | Grüne | Grüne | SPD | SPD  | FDP | FDP | Sitze |
|                 |             |     |       |       |       |     |      |     |     |       |
| XII: 1994–1999  | 49,42       | 7   | 15,79 | 2     | 29,51 | 4   | 4,23 |     | 13  |       |
| XIII: 1999–2004 | 53,47       | 7   | 12,85 | 2     | 28,74 | 4   | 4,94 |     | 13  |       |
| XIV: 2004–2009  | 40,50       | 5   | 21,02 | 3     | 26,94 | 4   | 6,37 | 1   | 13  |       |
| XV: 2009–2014   | 38,81       | 5   | 24,84 | 4     | 22,32 | 3   | 8,66 | 1   | 13  |       |

| Richterich      | Wahlperiode | CDU | CDU   | SPD | SPD   | Grüne | Grüne | FDP | FDP | Sitze |
|                 |             |     |       |     |       |       |       |     |     |       |
| XII: 1994–1999  | 48,51       | 10  | 33,48 | 6   | 11,78 | 2     | 5,12  | 1   | 19  |       |
| XIII: 1999–2004 | 52,18       | 6   | 32,00 | 3   | 9,98  | 1     | 5,84  | 1   | 11  |       |
| XIV: 2004–2009  | 40,49       | 4   | 31,99 | 4   | 17,00 | 2     | 7,42  | 1   | 11  |       |
| XV: 2009–2014   | 37,34       | 4   | 31,61 | 4   | 17,54 | 2     | 8,81  | 1   | 11  |       |

## Bielefeld
Also Stadt mit 323.000 Einwohnern steht Bielefeld ein Stadtrat mit mindestens 66 Mitgliedern zu, wovon 33 in Wahlbezirken gewählt werden.
Wahlberechtigt waren 251.782 Wähler und Wählerinen, von denen 133.105 oder 52,9 % an der Wahl teilnahmen.

### Stadtrat
2009 schafften 5 Parteien und 2 Wählergruppen den Sprung in den Rat der Stadt Bielefeld.
| Rat der Stadt Bielefeld: Wähleranteil und Stadträte seit 1994 | Rat der Stadt Bielefeld: Wähleranteil und Stadträte seit 1994 | Rat der Stadt Bielefeld: Wähleranteil und Stadträte seit 1994 | Rat der Stadt Bielefeld: Wähleranteil und Stadträte seit 1994 | Rat der Stadt Bielefeld: Wähleranteil und Stadträte seit 1994 | Rat der Stadt Bielefeld: Wähleranteil und Stadträte seit 1994 | Rat der Stadt Bielefeld: Wähleranteil und Stadträte seit 1994 | Rat der Stadt Bielefeld: Wähleranteil und Stadträte seit 1994 | Rat der Stadt Bielefeld: Wähleranteil und Stadträte seit 1994 | Rat der Stadt Bielefeld: Wähleranteil und Stadträte seit 1994 | Rat der Stadt Bielefeld: Wähleranteil und Stadträte seit 1994 | Rat der Stadt Bielefeld: Wähleranteil und Stadträte seit 1994 | Rat der Stadt Bielefeld: Wähleranteil und Stadträte seit 1994 | Rat der Stadt Bielefeld: Wähleranteil und Stadträte seit 1994 | Rat der Stadt Bielefeld: Wähleranteil und Stadträte seit 1994 | Rat der Stadt Bielefeld: Wähleranteil und Stadträte seit 1994 | Rat der Stadt Bielefeld: Wähleranteil und Stadträte seit 1994 | Rat der Stadt Bielefeld: Wähleranteil und Stadträte seit 1994 |
| ------------------------------------------------------------- | ------------------------------------------------------------- | ------------------------------------------------------------- | ------------------------------------------------------------- | ------------------------------------------------------------- | ------------------------------------------------------------- | ------------------------------------------------------------- | ------------------------------------------------------------- | ------------------------------------------------------------- | ------------------------------------------------------------- | ------------------------------------------------------------- | ------------------------------------------------------------- | ------------------------------------------------------------- | ------------------------------------------------------------- | ------------------------------------------------------------- | ------------------------------------------------------------- | ------------------------------------------------------------- | ------------------------------------------------------------- |
| Wahlperiode                                                   | CDU                                                           | CDU                                                           | SPD                                                           | SPD                                                           | Bündnis 90/Die Grünen                                         | Bündnis 90/Die Grünen                                         | die Partei „Die Linke“                                        | die Partei „Die Linke“                                        | FDP                                                           | FDP                                                           | Bürgergemeinschaft für Bielefeld                              | Bürgergemeinschaft für Bielefeld                              | Bürgernähe                                                    | Bürgernähe                                                    | Partei des Demokratischen Sozialismus                         | Partei des Demokratischen Sozialismus                         | Rat                                                           |
| XII: 1994–1999                                                | 36,2 %                                                        | 24                                                            | 41,3 %                                                        | 28                                                            | 12,5 %                                                        | 8                                                             |                                                               |                                                               | 2,5 %                                                         | –                                                             | 7,4 %                                                         | 5                                                             |                                                               | –                                                             |                                                               | –                                                             | 65                                                            |
| XIII: 1999–2004                                               | 45,7 %                                                        | 32                                                            | 31,3 %                                                        | 22                                                            | 10,6 %                                                        | 8                                                             | 3,3 %                                                         | 2                                                             | 6,3 %                                                         | 4                                                             |                                                               | –                                                             | 2,8 %                                                         | 2                                                             | 70                                                            |                                                               |                                                               |
| XIV: 2004–2009                                                | 36,8 %                                                        | 22                                                            | 31,4 %                                                        | 19                                                            | 15,5 %                                                        | 9                                                             | 4,3 %                                                         | 2                                                             | 6,4 %                                                         | 4                                                             | 2,9 %                                                         | 2                                                             | 2,7 %                                                         | 2                                                             | 60                                                            |                                                               |                                                               |
| XIV: 2004–2009                                                | 33,2 %                                                        | 22                                                            | 30,3 %                                                        | 20                                                            | 17,2 %                                                        | 11                                                            | 5,7 %                                                         | 4                                                             | 5,6 %                                                         | 4                                                             | 5,2 %                                                         | 3                                                             | 2,7 %                                                         | 2                                                             | s. Linke                                                      | s. Linke                                                      | 66                                                            |
| Quellen: Die Landeswahlleiterin, www.bielefeld.de             |                                                               |                                                               |                                                               |                                                               |                                                               |                                                               |                                                               |                                                               |                                                               |                                                               |                                                               |                                                               |                                                               |                                                               |                                                               |                                                               |                                                               |

### Oberbürgermeister
Der amtierende Oberbürgermeister Eberhard David (CDU) trat aus Altersgründen nicht mehr zur Wahl an.
| Partei                    | Kandidat                  | 30.08.2009 | 30.08.2009 |
| Partei                    | Kandidat                  | Anzahl     | %          |
| ------------------------- | ------------------------- | ---------- | ---------- |
| Wahlberechtigte insgesamt | Wahlberechtigte insgesamt | 251779     | 100,0      |
| Wähler                    | Wähler                    | 133.089    | 52,9       |
| Gültige Stimmen           | Gültige Stimmen           | 131.373    | 100,0      |
| SPD                       | Pit Clausen               | 56.933     | 43,3       |
| CDU                       | Bernd Landgraf            | 52.809     | 40,2       |
| GRÜNE                     | Marianne Weiß             | 12.812     | 9,8        |
|                           | Hans-Joachim Ludwig       | 4582       | 3,5        |
| FDP                       | Harald Buschmann          | 4237       | 3,2        |

## Kreis Borken
Der Kreis Borken hatte bei der deutschen Tochter des 2008 zahlungsunfähig gewordenen Bankhauses Lehman Brothers 5 Millionen Euro als Festgeld angelegt. Der Anlagebetrag konnte der Kreis zurückbekommen, doch gingen ihm Zinsen von über 100.000 Euro verloren.
Ein weiteres zentrales Thema der Kreispolitik ist der geplante Ausbau des Flugplatzes Stadtlohn-Vreden (auch: Flugplatz Wenningfeld oder Stadtlohn-Wenningfeld), gegen den vor allem die Grünen vehement sind. Sie wollen den Ausbau notfalls mit einem Bürgerbegehren stoppen.

### Kreistag für den Kreis Borken
2007 wurde der ehemalige Kreisvorsitzende der FDP Borken und Kreistagsabgeordnete Jens Steiner aus Heek wegen eines Finanzskandals um die JuLis des Kreises von der Partei ausgeschlossen. Er trat in die Partei Bündnis 90/Die Grünen ein, ist aber im Kreistag nicht Mitglied ihrer Fraktion, sondern fraktionslos. Steiner wollte nicht von seinem Kreistagsmandat zurücktreten (er war über die Parteiliste in den Kreistag eingezogen), wie dies unter anderem von der FDP gefordert wurde.
Mit der Unabhängigen Wählergemeinschaft Kreis Borken (UWG) ist seit 1989 eine weitere politische Kraft im Kreistag vertreten.
Verlierer der Wahl 2009 waren die CDU und die UWG. FDP und Grüne legten zu und verdrängten die UWG von der dritten auf die fünfte Position in der Wählergunst. Die Stadtpartei und die Partei die Linke zogen erstmals in den Kreistag ein. Die SPD veränderte sich kaum.
| Kreistag für den Kreis Borken: Wähleranteil und Mandate seit 1994 | Kreistag für den Kreis Borken: Wähleranteil und Mandate seit 1994 | Kreistag für den Kreis Borken: Wähleranteil und Mandate seit 1994 | Kreistag für den Kreis Borken: Wähleranteil und Mandate seit 1994 | Kreistag für den Kreis Borken: Wähleranteil und Mandate seit 1994 | Kreistag für den Kreis Borken: Wähleranteil und Mandate seit 1994 | Kreistag für den Kreis Borken: Wähleranteil und Mandate seit 1994 | Kreistag für den Kreis Borken: Wähleranteil und Mandate seit 1994 | Kreistag für den Kreis Borken: Wähleranteil und Mandate seit 1994 | Kreistag für den Kreis Borken: Wähleranteil und Mandate seit 1994 | Kreistag für den Kreis Borken: Wähleranteil und Mandate seit 1994 | Kreistag für den Kreis Borken: Wähleranteil und Mandate seit 1994 | Kreistag für den Kreis Borken: Wähleranteil und Mandate seit 1994 | Kreistag für den Kreis Borken: Wähleranteil und Mandate seit 1994 | Kreistag für den Kreis Borken: Wähleranteil und Mandate seit 1994 | Kreistag für den Kreis Borken: Wähleranteil und Mandate seit 1994 | Kreistag für den Kreis Borken: Wähleranteil und Mandate seit 1994 | Kreistag für den Kreis Borken: Wähleranteil und Mandate seit 1994 | Kreistag für den Kreis Borken: Wähleranteil und Mandate seit 1994 |
| ----------------------------------------------------------------- | ----------------------------------------------------------------- | ----------------------------------------------------------------- | ----------------------------------------------------------------- | ----------------------------------------------------------------- | ----------------------------------------------------------------- | ----------------------------------------------------------------- | ----------------------------------------------------------------- | ----------------------------------------------------------------- | ----------------------------------------------------------------- | ----------------------------------------------------------------- | ----------------------------------------------------------------- | ----------------------------------------------------------------- | ----------------------------------------------------------------- | ----------------------------------------------------------------- | ----------------------------------------------------------------- | ----------------------------------------------------------------- | ----------------------------------------------------------------- | ----------------------------------------------------------------- |
| Wahlperiode                                                       | Wahlperiode                                                       | CDU                                                               | CDU                                                               | SPD                                                               | SPD                                                               | FDP                                                               | FDP                                                               | Bündnis 90/Die Grünen                                             | Bündnis 90/Die Grünen                                             | Unabhängige Wählergemeinschaft Kreis Borken                       | Unabhängige Wählergemeinschaft Kreis Borken                       | Die Linke                                                         | Die Linke                                                         | Stadtpartei                                                       | Stadtpartei                                                       | fl                                                                | fl                                                                | Tag                                                               |
| XII:                                                              | 1994–1999                                                         | 51,1                                                              | 33                                                                | 31,5                                                              | 20                                                                | 2,7                                                               | –                                                                 | 7,0                                                               | 4                                                                 | 7,7                                                               | 4                                                                 |                                                                   |                                                                   |                                                                   |                                                                   |                                                                   |                                                                   | 64                                                                |
| XIII:                                                             | 1999–2004                                                         | 59,1                                                              | 35                                                                | 25,1                                                              | 15                                                                | 2,9                                                               | 2                                                                 | 4,9                                                               | 3                                                                 | 8,0                                                               | 5                                                                 | 60                                                                |                                                                   |                                                                   |                                                                   |                                                                   |                                                                   |                                                                   |
| XIV:                                                              | 2004–2009                                                         | 55,2                                                              | 33                                                                | 21,7                                                              | 13                                                                | 6,0                                                               | 4 3                                                               | 7,3                                                               | 4                                                                 | 9,8                                                               | 6                                                                 | -                                                                 | – 1                                                               | 60                                                                |                                                                   |                                                                   |                                                                   |                                                                   |
| XV:                                                               | 2009–2014                                                         | 49,5                                                              | 30                                                                | 21,9                                                              | 13                                                                | 8,8                                                               | 5                                                                 | 8,2                                                               | 5                                                                 | 8,2                                                               | 5                                                                 | 2,5                                                               | 1                                                                 | 0,9                                                               | 1                                                                 |                                                                   |                                                                   | 60                                                                |
| Quellen: Die Landeswahlleiterin, e.a.                             |                                                                   |                                                                   |                                                                   |                                                                   |                                                                   |                                                                   |                                                                   |                                                                   |                                                                   |                                                                   |                                                                   |                                                                   |                                                                   |                                                                   |                                                                   |                                                                   |                                                                   |                                                                   |

### Landrat des Kreises Borken
Der amtierende Landrat Gerd Wiesmann (Jg. 1943) wird aus Altersgründen nicht mehr antreten. Der CDU Kreisverband Borken schickt den Heeker Bürgermeister Kai Zwicker ins Rennen, der SPD-Unterbezirk Borken den Landtagsabgeordneten Hans-Theodor Peschkes und Bündnis 90/Die Grünen Kreisverband Borken die Kreistagsfraktionsvorsitzende Gertrud Welper.
| Kandidat | 12.09             | Kandidat | 26.09         | Kandidat | 30.08          |      |
| CDU      | Gerd Wiesmann     | 64,7     | Gerd Wiesmann | 66,1     | Kai Zwicker    | 62,1 |
| SPD      | Roman Cebaus      | 23,8     | Roman Cebaus  | 26,8     | H.-T. Peschkes | 26,2 |
| Grüne    | Siegfried Martsch | 4,9      | –             | –,-      | Gertrud Welper | 11,7 |
| FDP      | –                 | –,-      | Stefan Grüll  | 7,1      |                |      |
| UWG      | Werner Thesing    | 6,6      | –             | –,-      |                |      |

### Räte der kreisabhängigen Städte und Gemeinden
| Ahaus | Jahr | CDU | CDU  | SPD | SPD | Grüne | Grüne | FDP | FDP  | UWG | UWG | WG | WG | Gesamt      | Bürgermeister |  |
|       | 1994 |     | 22   |     | 11  |       | –     |     | –    |     | 8   |    |    | 41          |               |  |
| 1999  |      | 25  |      | 8   |     | 1     |       | –   |      | 8   |     |    | 42 | Dirk Korte  | CDU           |  |
| 2004  | 55,8 | 23  | 15,8 | 7   | 5,0 | 2     | 3,7   | 2   | 15,2 | 6   | 4,5 | 2  | 42 | Felix Büter | CDU           |  |
| 2009  |      |     |      |     |     |       |       |     |      |     |     |    |    |             |               |  |

| Bocholt | Jahr | CDU | CDU  | SPD | SPD | Grüne | Grüne | FDP | FDP | UWG | UWG | WG | WG | Gesamt       | Bürgermeister     |     |
|         | 1994 |     | 24   |     | 20  |       | 3     |     | –   |     | –   |    | 4  | 51           | Christel Feldhaar | CDU |
| 1999    |      | 28  |      | 15  |     | 3     |       | 1   |     | 1   |     | 2  | 50 | Klaus Ehling |                   | CDU |
| 2004    | 48,6 | 22  | 28,9 | 13  | 7,6 | 3     | 5,0   | 2   | 2,4 | 1   | 7,5 | 3  | 44 | Peter Nebelo | SPD               |     |
| 2009    |      |     |      |     |     |       |       |     |     |     |     |    |    |              |                   |     |

| Borken | Jahr | CDU   | CDU  | SPD | SPD | Grüne | Grüne | FDP | FDP  | UWG | UWG | WG  | WG | Gesamt        | Bürgermeister |  |
|        | 1994 |       | 25   |     | 13  |       | 3     |     | –    |     |     |     | –  | 41            |               |  |
| 1999   |      | 22    |      | 8   |     | 3     |       | 1   |      |     |     | 1   | 35 | Rolf Lührmann | CDU           |  |
| 2004   | 54,0 | 20 19 | 20,2 | 8   | 7,6 | 3     | 5,9   | 2   | 12,3 | 5   | –,- | – 1 | 38 | Rolf Lührmann | CDU           |  |
| 2009   |      |       |      |     |     |       |       |     |      |     |     |     |    |               |               |  |

| Gescher | Jahr | CDU   | CDU  | SPD | SPD | Grüne | Grüne | FDP | FDP  | UWG | UWG | WG | WG | Gesamt | Bürgermeister    |     |
|         | 1994 |       | 13   |     | 9   |       | 3     |     | 3    |     |     |    | 5  | 33     | Heiner Theßeling | SPD |
| 1999    |      | 16    |      | 7   |     | 2     |       | 3   |      |     |     | 4  | 32 |        | Heiner Theßeling | SPD |
| 2004    | 40,1 | 13 14 | 27,9 | 9   | 8,1 | 3     | 7,7   | 2 1 | 16,2 | 5   |     |    | 32 |        | Heiner Theßeling | SPD |
| 2009    |      |       |      |     |     |       |       |     |      |     |     |    |    |        |                  |     |

| Gronau | Jahr | CDU | CDU  | SPD  | SPD | Grüne | Grüne | FDP | FDP | UWG | UWG | WG  | WG | Gesamt               | Bürgermeister          |     |
|        | 1994 |     | 21   |      | 18  |       | 2     |     | –   |     | –   |     |    | 41                   | Gerhard Gleis-Preister | CDU |
| 1999   |      | 23  |      | 14   |     | 1     |       | 2   |     |     |     | 2   | 42 | Karl-Heinz Holtwisch |                        | CDU |
| 2004   | 53,8 | 22  | 25,5 | 11 9 | 5,1 | 2     | 6,7   | 3   | 7,4 | 3   | 1,5 | 1 3 | 42 | Karl-Heinz Holtwisch |                        | CDU |
| 2009   |      |     |      |      |     |       |       |     |     |     |     |     |    |                      |                        |     |

| Isselburg | Jahr | CDU | CDU  | SPD | SPD  | Grüne | Grüne | FDP | FDP | UWG | UWG | WG | WG | Gesamt         | Bürgermeister |  |
|           | 1994 |     | 12   |     | 12   |       | 2     |     | –   |     |     |    | 1  | 27             |               |  |
| 1999      |      | 13  |      | 9   |      | 2     |       | 1   |     |     |     | 1  | 26 | Margret Koch   | SPD           |  |
| 2004      | 47,5 | 12  | 37,3 | 10  | 10,2 | 3     | 4,9   | 1   | –   | –   | –   | –  | 26 | Adolf Radstaak | SPD           |  |
| 2009      |      |     |      |     |      |       |       |     |     |     |     |    |    |                |               |  |

| Rhede | Jahr | CDU | CDU  | SPD | SPD  | Grüne | Grüne | FDP | FDP | UWG | UWG | WG | WG | Gesamt        | Bürgermeister |  |
|       | 1994 |     | 17   |     | 10   |       | 5     |     |     |     |     |    | 7  | 39            |               |  |
| 1999  | 54,3 | 21  | 26,5 | 10  | 12,1 | 4     |       |     | 7,2 | 3   |     |    | 38 | Lothar Mittag | Grüne         |  |
| 2004  | 42,7 | 16  | 23,3 | 9   | 21,4 | 8     | 5,0   | 2   | 7,6 | 3   | –,- | –  | 38 | Lothar Mittag | Grüne         |  |
| 2009  |      |     |      |     |      |       |       |     |     |     |     |    |    |               |               |  |

| Stadtlohn | Jahr | CDU | CDU  | SPD | SPD | Grüne | Grüne | FDP | FDP  | UWG | UWG | WG | WG | Gesamt               | Bürgermeister |  |
|           | 1994 |     | 17   |     | 10  |       | –     |     | 2    |     | –   |    | 4  | 33                   |               |  |
| 1999      |      | 20  |      | 6   |     | 1     |       | 4   |      |     |     | 3  | 33 | Engelbert Sundermann | CDU           |  |
| 2004      | 54,8 | 19  | 13,8 | 5   | 3,8 | 1     | 15,4  | 5   | 12,2 | 4   | –,- | –  | 34 | Helmut Könning       | CDU           |  |
| 2009      |      |     |      |     |     |       |       |     |      |     |     |    |    |                      |               |  |

| Vreden | Jahr | CDU | CDU  | SPD | SPD | Grüne | Grüne | FDP | FDP | UWG | UWG | WG | WG | Gesamt            | Bürgermeister |  |
|        | 1994 |     | 19   |     | 10  |       | –     |     | –   |     |     |    | 4  | 33                |               |  |
| 1999   |      | 21  |      | 9   |     | 2     |       | –   |     |     |     | 3  | 35 | Hermann Pennekamp | CDU           |  |
| 2004   | 62,3 | 21  | 23,2 | 8   | 6,2 | 2     | –,-   | –   | 8,3 | 3   | –,- | –  | 34 | Hermann Pennekamp | CDU           |  |
| 2009   |      |     |      |     |     |       |       |     |     |     |     |    |    |                   |               |  |

| Heek | Jahr | CDU | CDU  | SPD | SPD | Grüne | Grüne | FDP | FDP | UWG | UWG | WG | WG | Gesamt      | Bürgermeister |  |
|      | 1994 |     | 14   |     | 7   |       | –     |     | –   |     | –   |    | –  | 21          |               |  |
| 1999 |      | 15  |      | 5   |     | –     |       | –   |     |     |     | 2  | 22 | Kai Zwicker | CDU           |  |
| 2004 | 73,7 | 16  | 26,3 | 6   | –,- | –     | –,-   | –   | –,- | –   | –,- | –  | 22 | Kai Zwicker | CDU           |  |
| 2009 |      |     |      |     |     |       |       |     |     |     |     |    |    |             |               |  |

| Heiden | Jahr | CDU | CDU  | SPD | SPD | Grüne | Grüne | FDP | FDP  | UWG | UWG | WG | WG | Gesamt     | Bürgermeister |  |
|        | 1994 |     | 11   |     | 7   |       | –     |     | –    |     |     |    | 3  | 21         |               |  |
| 1999   |      | 12  |      | 6   |     | 1     |       | –   |      |     |     | 3  | 22 | Heiner Buß | unabh.        |  |
| 2004   | 51,8 | 13  | 23,4 | 6   | 6,7 | 2     | –,-   | –   | 18,1 | 5   | –,- | –  | 26 | Heiner Buß | unabh.        |  |
| 2009   |      |     |      |     |     |       |       |     |      |     |     |    |    |            |               |  |

| Legden | Jahr | CDU | CDU  | SPD | SPD | Grüne | Grüne | FDP | FDP  | UWG | UWG | WG | WG | Gesamt             | Bürgermeister |  |
|        | 1994 |     | 9    |     | 5   |       | –     |     | –    |     |     |    | 7  | 21                 |               |  |
| 1999   |      | 10  |      | 5   |     | –     |       | –   |      | –   |     | 5  | 20 | Friedhelm Kleweken | CDU           |  |
| 2004   | 59,4 | 12  | 14,2 | 3   | –,- | –     | –,-   | –   | 26,5 | 5   | –,- | –  | 20 | Friedhelm Kleweken | CDU           |  |
| 2009   |      |     |      |     |     |       |       |     |      |     |     |    |    |                    |               |  |

| Raesfeld | Jahr | CDU | CDU  | SPD | SPD | Grüne | Grüne | FDP | FDP  | UWG | UWG | WG | WG | Gesamt     | Bürgermeister |  |
|          | 1994 |     | 15   |     | 6   |       | –     |     | –    |     | 6   |    |    | 27         |               |  |
| 1999     |      | 18  |      | 3   |     | 2     |       | –   |      | 5   |     |    | 28 | Udo Rößing | CDU           |  |
| 2004     | 63,4 | 18  | 10,9 | 3   | 6,1 | 2     | –,-   | –   | 19,6 | 5   | –,- | –  | 28 | Udo Rößing | CDU           |  |
| 2009     |      |     |      |     |     |       |       |     |      |     |     |    |    |            |               |  |

| Reken | Jahr | CDU | CDU | SPD | SPD | Grüne | Grüne | FDP | FDP | UWG | UWG | WG | WG | Gesamt | Bürgermeister |  |
|       | 1994 |     |     |     |     |       |       |     |     |     |     |    |    |        |               |  |
| 1999  |      |     |     |     |     |       |       |     |     |     |     |    |    |        |               |  |
| 2004  |      |     |     |     |     |       |       |     |     |     |     |    |    |        |               |  |
| 2009  |      |     |     |     |     |       |       |     |     |     |     |    |    |        |               |  |

| Schöppingen | Jahr | CDU | CDU | SPD | SPD | Grüne | Grüne | FDP | FDP  | UWG | UWG | WG | WG | Gesamt        | Bürgermeister |  |
|             | 1994 |     | 11  |     | 2   |       | 1     |     | –    |     |     |    | 9  | 23            |               |  |
| 1999        |      | 12  |     | 1   |     | 1     |       | –   |      |     |     | 8  | 22 | Josef Niehoff | unabh.        |  |
| 2004        | 49,8 | 13  | 5,1 | 1   | 6,2 | 2     | –,-   | –   | 38,9 | 10  | –,- | –  | 26 | Josef Niehoff | unabh.        |  |
| 2009        |      |     |     |     |     |       |       |     |      |     |     |    |    |               |               |  |

| Südlohn | Jahr | CDU | CDU | SPD | SPD | Grüne | Grüne | FDP | FDP  | UWG | UWG | WG | WG | Gesamt         | Bürgermeister |  |
|         | 1994 |     | 12  |     | 5   |       | –     |     | –    |     |     |    | 10 | 27             |               |  |
| 1999    |      | 15  |     | 3   |     | 1     |       | 1   |      |     |     | 6  | 26 | Georg Beckmann | CDU           |  |
| 2004    | 61,9 | 16  | 9,2 | 3   | 4,2 | 1     | 5,3   | 1   | 19,5 | 5   | –,- | –  | 26 | Georg Beckmann | CDU           |  |
| 2009    |      |     |     |     |     |       |       |     |      |     |     |    |    |                |               |  |

| Velen | Jahr | CDU | CDU  | SPD | SPD | Grüne | Grüne | FDP | FDP  | UWG | UWG | WG | WG | Gesamt            | Bürgermeister |  |
|       | 1994 |     | 14   |     | 8   |       | –     |     | –    |     |     |    | 7  | 29                |               |  |
| 1999  |      | 13  |      | 6   |     | 1     |       | 1   |      |     |     | 5  | 26 | Ralf Groß-Holtick | unabh.        |  |
| 2004  | 54,2 | 14  | 16,3 | 4   | 5,6 | 2     | 3,0   | 1   | 20,9 | 5   | –,- | –  | 26 | Ralf Groß-Holtick | unabh.        |  |
| 2009  |      |     |      |     |     |       |       |     |      |     |     |    |    |                   |               |  |

WG: Ahaus: WGW – Bocholt: 1994: sonstige; 1999, 2004: Stadtpartei Bocholt – Borken: 1999: WGr/E; 2007: fraktionslos – Gescher: 1994: sonstige; 1999: WGr/E – Gronau: 1994: sonstige; 1999: WGr/E; 2004: Partei Bibeltreuer Christen (PBC) (1), Pro! Bürgerschaft (2) – Isselburg: 1994: sonstige; 1999: WGr/E – Rhede: 1994: sonstige – Stadtlohn: 1994: sonstige; 1999: WGr/E – Vreden: 1994: sonstige; 1999: WGr/E – Heek: 1999: WGr/E – Heiden: 1994: sonstige; 1999: WGr/E – Legden: 1994: sonstige; 1999: WGr/E – Schöppingen: 1994: sonstige; 1999: WGr/E – Südlohn: 1994: sonstige; 1999: WGr/E – Velen: 1994: sonstige; 1999: WGr/E

## Bochum
In Bochum regiert seit 2004 eine rot-grüne Koalition. Die Bochumer SPD ist mit Ausnahme einer Bezirksvertretung stärkste Partei sowohl im Rat als auch in den übrigen Bezirksvertretungen.
Links der SPD konkurrieren gleich zwei Gruppierungen: die Partei Die Linke und die Wählergruppierung Soziale Liste Bochum.
Im Stadtbezirk Wattenscheid tritt die Unabhängige Wählergemeinschaft Wattenscheid (UWG) für Rat und Bezirksvertretung an.

### Rat der Stadt Bochum
Durch Ausgleichsmandate wuchs der Stadtrat von Bochum auf 82 (statt 66) Mitglieder an. So erklärt sich auch, dass die SPD zwar in der Wählergunst verlor, aber ein Mandat hinzu gewann. Verloren haben auch die CDU und die beiden Wählergruppen
Unabhängige Wählergemeinschaft Wattenscheid und Soziale Liste Bochum.
Bündnis 90/Die Grünen konnten ihr Ergebnis leicht ausbauen.
Die Gewinner der Ratswahl sind die FDP und Die Linke, die beide die Zahl ihrer Stadträte von 3 auf 6 verdoppeln konnten (bei der Linken im Vergleich zur PDS). Die Linke verbesserte sich dadurch von Platz 6 auf Platz 5 in der Rangfolge der Wählergunst.
Neu im Stadtrat vertreten ist die NPD.
| Rat der Stadt Bochum: Wähleranteil und Stadträte seit 1994 | Rat der Stadt Bochum: Wähleranteil und Stadträte seit 1994 | Rat der Stadt Bochum: Wähleranteil und Stadträte seit 1994 | Rat der Stadt Bochum: Wähleranteil und Stadträte seit 1994 | Rat der Stadt Bochum: Wähleranteil und Stadträte seit 1994 | Rat der Stadt Bochum: Wähleranteil und Stadträte seit 1994 | Rat der Stadt Bochum: Wähleranteil und Stadträte seit 1994 | Rat der Stadt Bochum: Wähleranteil und Stadträte seit 1994 | Rat der Stadt Bochum: Wähleranteil und Stadträte seit 1994 | Rat der Stadt Bochum: Wähleranteil und Stadträte seit 1994 | Rat der Stadt Bochum: Wähleranteil und Stadträte seit 1994 | Rat der Stadt Bochum: Wähleranteil und Stadträte seit 1994 | Rat der Stadt Bochum: Wähleranteil und Stadträte seit 1994 | Rat der Stadt Bochum: Wähleranteil und Stadträte seit 1994 | Rat der Stadt Bochum: Wähleranteil und Stadträte seit 1994 | Rat der Stadt Bochum: Wähleranteil und Stadträte seit 1994 | Rat der Stadt Bochum: Wähleranteil und Stadträte seit 1994 | Rat der Stadt Bochum: Wähleranteil und Stadträte seit 1994 | Rat der Stadt Bochum: Wähleranteil und Stadträte seit 1994 | Rat der Stadt Bochum: Wähleranteil und Stadträte seit 1994 |
| ---------------------------------------------------------- | ---------------------------------------------------------- | ---------------------------------------------------------- | ---------------------------------------------------------- | ---------------------------------------------------------- | ---------------------------------------------------------- | ---------------------------------------------------------- | ---------------------------------------------------------- | ---------------------------------------------------------- | ---------------------------------------------------------- | ---------------------------------------------------------- | ---------------------------------------------------------- | ---------------------------------------------------------- | ---------------------------------------------------------- | ---------------------------------------------------------- | ---------------------------------------------------------- | ---------------------------------------------------------- | ---------------------------------------------------------- | ---------------------------------------------------------- | ---------------------------------------------------------- |
| Wahlperiode                                                | SPD                                                        | SPD                                                        | CDU                                                        | CDU                                                        | Bündnis 90/Die Grünen                                      | Bündnis 90/Die Grünen                                      | FDP                                                        | FDP                                                        | die Partei „Die Linke“                                     | die Partei „Die Linke“                                     | Unabhängige Wählergemeinschaft Wattenscheid                | Unabhängige Wählergemeinschaft Wattenscheid                | Soziale Liste Bochum                                       | Soziale Liste Bochum                                       | Nationaldemokratische Partei Deutschlands                  | Nationaldemokratische Partei Deutschlands                  | Partei des Demokratischen Sozialismus                      | Partei des Demokratischen Sozialismus                      | Rat                                                        |
| XII: 1994–1999                                             | 50,5 %                                                     | 38                                                         | 29,4 %                                                     | 22                                                         | 12,6 %                                                     | 9                                                          | 1,7 %                                                      | –                                                          |                                                            |                                                            | 2,5 %                                                      | –                                                          |                                                            |                                                            |                                                            |                                                            |                                                            |                                                            | 69                                                         |
| XIII: 1999–2004                                            | 41,3 %                                                     | 27                                                         | 40,5 %                                                     | 27                                                         | 10,6 %                                                     | 7                                                          | 2,9 %                                                      | 2                                                          | 4,5 %                                                      | 3                                                          | 66                                                         |                                                            |                                                            |                                                            |                                                            |                                                            |                                                            |                                                            |                                                            |
| XIV: 2004–2009                                             | 40,9 %                                                     | 31                                                         | 32,3 %                                                     | 25                                                         | 12,0 %                                                     | 9                                                          | 4,3 %                                                      | 3                                                          | 4,2 %                                                      | 3                                                          | 2,8 %                                                      | 2                                                          | 3,4 %                                                      | 3                                                          | 76                                                         |                                                            |                                                            |                                                            |                                                            |
| XV: 2009–2014                                              | 38,9 %                                                     | 32                                                         | 27,3 %                                                     | 22                                                         | 12,4 %                                                     | 10                                                         | 7,7 %                                                      | 6                                                          | 6,9 %                                                      | 6                                                          | 3,5 %                                                      | 3                                                          | 2,1 %                                                      | 2                                                          | 1,0 %                                                      | 1                                                          | s. LINKE                                                   | s. LINKE                                                   | 82                                                         |

### Bochumer Oberbürgermeisterin
Amtierende Oberbürgermeisterin von Bochum ist Ottilie Scholz von der SPD Bochum. Die CDU Bochum nominierte Lothar Gräfingholt und die Soziale Liste Bochum nominierte Günter Gleising Mitbegründer der Sozialistischen Deutschen Arbeiterjugend und zeitweilig DKP-Kreisvorsitzender.
| CDU   | Lothar R. Gräfingholt | 35,6 | 39,2 | Lothar R. Gräfingholt |  |
| SPD   | Ottilie Scholz        | 47,2 | 60,8 | Ottilie Scholz        |  |
| Grüne | Wolfgang Cordes       | 9,3  | –    |                       |  |
| FDP   | Ute Dreckmann         | 3,6  | –    | Jens Lücking          |  |
| SLB   | –                     | –    | –    | Günter Gleising       |  |
|       | Heinrich Mohrenz      | 4,3  | –    |                       |  |

### Die sechs Bochumer Bezirksvertretungen
| Mitte           | Wahlperiode | CDU | CDU  | SPD | SPD  | Grüne | Grüne | FDP | FDP | Linke | Linke | Sitze |
|                 |             |     |      |     |      |       |       |     |     |       |       |       |
| XII: 1994–1999  | 30,1        | 6   | 52,5 | 11  | 13,4 | 2     | 1,6   | 1   | –   | –     | 19    |       |
| XIII: 1999–2004 | 41,4        | 8   | 43,5 | 8   | 12,4 | 2     | 2,7   | 1   | –   | –     | 19    |       |
| XIV: 2004–2009  | 32,3        | 6   | 41,9 | 8   | 14,4 | 3     | 3,7   | 1   | 4,3 | 1     | 19    |       |
| XV: 2009–2014   |             |     |      |     |      |       |       |     |     |       | 19    |       |

| Wattenscheid    | Wahlperiode | CDU | CDU  | SPD | SPD | Grüne | Grüne | FDP | FDP   | UWG | UWG | NPD | NPD | Sitze |
|                 |             |     |      |     |     |       |       |     |       |     |     |     |     |       |
| XII: 1994–1999  | 26,5        | 5   | 47,6 | 10  | 8,6 | 1     | 1,2   | –   | 14,6  | 3   |     |     | 19  |       |
| XIII: 1999–2004 | 33,3        | 6   | 35,0 | 7   | 5,1 | 1     | 1,6   | –   | 25, % | 5   |     |     | 19  |       |
| XIV: 2004–2009  | 26,8        | 5   | 34,0 | 7   | 6,8 | 1     | 2,8   | 1   | 23,2  | 4   | 2,8 | 1   | 19  |       |
| XIV: 2004–2009  |             |     |      |     |     |       |       |     |       |     |     |     | 19  |       |

| Nord            | Wahlperiode | CDU | CDU  | SPD | SPD  | Grüne | Grüne | FDP | FDP | SoLi | SoLi | Sitze |
|                 |             |     |      |     |      |       |       |     |     |      |      |       |
| XII: 1994–1999  | 27,7        | 5   | 57,8 | 12  | 11,1 | 2     | 1,4   | –   |     | –    | 19   |       |
| XIII: 1999–2004 | 39,5        | 7   | 48,2 | 9   | 8,9  | 2     | 3,5   | 1   | –   |      | 19   |       |
| XIV: 2004–2009  | 30,3        | 6   | 48,3 | 9   | 10,2 | 2     | 5,9   | 1   | 5,3 | 1    | 19   |       |
| XIV: 2004–2009  |             |     |      |     |      |       |       |     |     |      | 19   |       |

| Ost             | Wahlperiode | CDU | CDU  | SPD | SPD  | Grüne | Grüne | FDP | FDP | SoLi | SoLi | Sitze |
|                 |             |     |      |     |      |       |       |     |     |      |      |       |
| XII: 1994–1999  | 26,4        | 5   | 57,3 | 12  | 13,2 | 2     | 1,1   | –   | –,- | –    | 19   |       |
| XIII: 1999–2004 | 37,6        | 7   | 48,3 | 9   | 11,6 | 2     | 2,4   | 1   | –,- | –    | 19   |       |
| XIV: 2004–2009  | 30,1        | 6   | 45,7 | 9   | 13,4 | 2     | 4,8   | 1   | 6,0 | 1    | 19   |       |
| XIV: 2004–2009  |             |     |      |     |      |       |       |     |     |      | 19   |       |

| Süd             | Wahlperiode | CDU | CDU  | SPD | SPD  | Grüne | Grüne | FDP | FDP | SoLi | SoLi | Linke | Linke | Sitze |
|                 |             |     |      |     |      |       |       |     |     |      |      |       |       |       |
| XII: 1994–1999  | 34,7        | 7   | 41,9 | 8   | 19,0 | 4     | 3,2   | –   |     | –    |      | –     | 19    |       |
| XIII: 1999–2004 | 45,9        | 9   | 34,2 | 6   | 13,7 | 3     | 3,6   | 1   |     | –    |      | –     | 19    |       |
| XIV: 2004–2009  | 38,5        | 7   | 34,4 | 7   | 16,0 | 3     | 5,2   | 1   | 2,3 | –    | 3,6  | 1     | 19    |       |
| XIV: 2004–2009  |             |     |      |     |      |       |       |     |     |      |      |       | 19    |       |

| Südwest         | Wahlperiode | CDU | CDU  | SPD | SPD  | Grüne | Grüne | FDP | FDP | SoLi | SoLi | Sitze |
|                 |             |     |      |     |      |       |       |     |     |      |      |       |
| XII: 1994–1999  | 31,1        | 6   | 51,6 | 11  | 14,0 | 6     | 1,9   | 2   |     | –    | 19   |       |
| XIII: 1999–2004 | 43,0        | 8   | 42,8 | 8   | 10,9 | 2     | 3,4   | 1   |     | –    | 19   |       |
| XIV: 2004–2009  | 35,0        | 7   | 42,7 | 8   | 13,2 | 2     | 4,7   | 1   | 4,4 | 1    | 19   |       |
| XIV: 2004–2009  |             |     |      |     |      |       |       |     |     |      | 19   |       |

Quelle: www.bochum.de. Es sind mit Ausnahme von Bochum-Süd Soziale Liste nur Gruppierungen aufgeführt, die Mandate erreichten.
Die Stadt Bochum untergliedert sich weiter in die Stadtbezirke Bochum-Mitte, Bochum-Wattenscheid, Bochum-Nord, Bochum-Ost, Bochum-Süd und Bochum-Südwest. In Wattenscheid erreicht die Unabhängige Wählergemeinschaft Wattenscheid (UWG) etwa ein Viertel der Wähler. In den anderen Stadtbezirken spielt sie dagegen keine Rolle.
Die Bochumer SPD war 2004 in allen Stadtbezirken außer in Süd stärkste Partei. In Süd erreichte die Bochumer CDU zwar mehr Wähler, errang aber gleich viele Mandate wie die SPD.
Die wählerstärkere Soziale Liste Bochum (SoLi) steht in direkter Konkurrenz zur schwächeren Partei Die Linke. In Bochum-Süd traten sie beide an und Die Linke siegte 2004 nur knapp. Hätten sich die Stimmen für die beiden Gruppierungen nur wenig ausgeglichener verteilt, hätte keine der beiden einen Sitz erhalten.
2004–2009 stellte die rechtsextreme NPD einen Bezirksvertreter in Wattenscheid.

## Bonn
Seit der Wahl von 1994 hat Bonn eine sozialdemokratische Oberbürgermeisterin, obwohl bei den Kommunalwahlen 1999 und 2004 jeweils die CDU stärkste Partei wurde. Die SPD wurde jeweils zweitstärkste Partei.
Auf kommunaler Ebene gibt es in Bonn zwei Wählervereinigungen: den Bürger Bund Bonn (BBB) und die Unabhängige Wählergemeinschaft Bonn (UWG Bonn).
Von den vom Verfassungsschutz beobachteten Parteien konnte in Bonn nur die PDS (heute: Die Linke) Mandate erreichen.
Von den Kleinparteien trat die Partei Bibeltreuer Christen (PBC) zum letzten Mal 1999 auf Bezirksebene bei einer Kommunalwahl an.
2009 neu im Rennen sind die Bürgerbewegung pro NRW und das „Bündnis für Frieden und Fairness (BFF)“. Nicht mehr im Rat vertreten ist die UWG Bonn.

### Der Rat der Stadt Bonn
In der XIV. Amtsperiode (2004–2009) waren im Rat der Stadt Bonn die CDU, SPD, Bündnis 90/Die Grünen, die FDP, die PDS, der Bürger Bund Bonn (BBB), die Unabhängige Wählergemeinschaft Bonn (UWG Bonn) und Fraktionslose vertreten.
Am 1. Juni 2008 trat die Stadträtin Barbara Ingenkamp aus der SPD aus.
Dem Bürger Bund Bonn ging in der XIV. Amtsperiode sein ehemaliger Vorsitzender Johannes Gröner verloren, der als Parteiloser weiter im Rat sitzt.
Nach den Kommunalwahlen am 30. August 2009 wird der Bonner Stadtrat 80 Sitze haben. Die Wahlbeteiligung bei der Wahl des Rates lag bei 56,02 Prozent.
Verluste mussten die CDU, die SPD und der Bürger Bund Bonn hinnehmen, die letzten beiden jedoch ohne Mandatsverlust. Gewonnen haben Gründe, FDP und Die Linke. Die Linke verdrängte den Bürger Bund Bonn von Platz fünf auf Platz sechs in der Rangfolge der Parteien in der Wählergunst.
Neu mit zwei Mandaten vertreten ist das Bündnis für Frieden und Fairness und Pro NRW. Die Unabhängige Wählergemeinschaft Bonn (UWG) schied aus dem Rat aus.
| Rat der Stadt Bonn: Wähleranteil und Stadträte seit 1994                                                                                                  | Rat der Stadt Bonn: Wähleranteil und Stadträte seit 1994 | Rat der Stadt Bonn: Wähleranteil und Stadträte seit 1994 | Rat der Stadt Bonn: Wähleranteil und Stadträte seit 1994 | Rat der Stadt Bonn: Wähleranteil und Stadträte seit 1994 | Rat der Stadt Bonn: Wähleranteil und Stadträte seit 1994 | Rat der Stadt Bonn: Wähleranteil und Stadträte seit 1994 | Rat der Stadt Bonn: Wähleranteil und Stadträte seit 1994 | Rat der Stadt Bonn: Wähleranteil und Stadträte seit 1994 | Rat der Stadt Bonn: Wähleranteil und Stadträte seit 1994 | Rat der Stadt Bonn: Wähleranteil und Stadträte seit 1994 | Rat der Stadt Bonn: Wähleranteil und Stadträte seit 1994 | Rat der Stadt Bonn: Wähleranteil und Stadträte seit 1994 | Rat der Stadt Bonn: Wähleranteil und Stadträte seit 1994 | Rat der Stadt Bonn: Wähleranteil und Stadträte seit 1994 | Rat der Stadt Bonn: Wähleranteil und Stadträte seit 1994 | Rat der Stadt Bonn: Wähleranteil und Stadträte seit 1994 | Rat der Stadt Bonn: Wähleranteil und Stadträte seit 1994 | Rat der Stadt Bonn: Wähleranteil und Stadträte seit 1994 | Rat der Stadt Bonn: Wähleranteil und Stadträte seit 1994 | Rat der Stadt Bonn: Wähleranteil und Stadträte seit 1994 | Rat der Stadt Bonn: Wähleranteil und Stadträte seit 1994 |
| --- | -------------------------------------------------------- | -------------------------------------------------------- | -------------------------------------------------------- | -------------------------------------------------------- | -------------------------------------------------------- | -------------------------------------------------------- | -------------------------------------------------------- | -------------------------------------------------------- | -------------------------------------------------------- | -------------------------------------------------------- | -------------------------------------------------------- | -------------------------------------------------------- | -------------------------------------------------------- | -------------------------------------------------------- | -------------------------------------------------------- | -------------------------------------------------------- | -------------------------------------------------------- | -------------------------------------------------------- | -------------------------------------------------------- | -------------------------------------------------------- | -------------------------------------------------------- |
| Wahlperiode | CDU                                                      | CDU                                                      | SPD                                                      | SPD                                                      | Bündnis 90/Die Grünen                                    | Bündnis 90/Die Grünen                                    | FDP                                                      | FDP                                                      | BBB                                                      | BBB                                                      | Partei des Demokratischen Sozialismus                    | Partei des Demokratischen Sozialismus                    | BFF                                                      | BFF                                                      | Pro NRW                                                  | Pro NRW                                                  | Unabhängige Wählergemeinschaft Bonn (UWG)                | Unabhängige Wählergemeinschaft Bonn (UWG)                | Sonstige                                                 | Sonstige                                                 | Rat                                                      |
| XII: 1994–1999 | 41,1 %                                                   | 31                                                       | 35,3 %                                                   | 26                                                       | 13,6 %                                                   | 10                                                       | 4,6 %                                                    | –                                                        |                                                          |                                                          |                                                          |                                                          |                                                          |                                                          |                                                          |                                                          | 2,5 %                                                    | –                                                        | 2,9 %                                                    | –                                                        | 67                                                       |
| XIII: 1999–2004 | 51,0 %                                                   | 34                                                       | 27,6 %                                                   | 18                                                       | 10,3 %                                                   | 7                                                        | 5,8 %                                                    | 4                                                        | 3,8 %                                                    | 2                                                        | 1,5 %                                                    | 1                                                        |                                                          |                                                          |                                                          |                                                          | 66                                                       |                                                          |                                                          |                                                          |                                                          |
| XIV: 2004–2009 | 38,0 %                                                   | 25                                                       | 29,6 %                                                   | 19 18                                                    | 16,2 %                                                   | 11                                                       | 8,5 %                                                    | 6                                                        | 4,8 %                                                    | 3 2                                                      | 1,8 %                                                    | 1                                                        | 1,2 %                                                    | 1                                                        | –,-                                                      | – 2                                                      | 66                                                       |                                                          |                                                          |                                                          |                                                          |
| |                                                          |                                                          |                                                          |                                                          |                                                          |                                                          |                                                          |                                                          |                                                          |                                                          | Die Linke                                                |                                                          |                                                          |                                                          |                                                          |                                                          |                                                          |                                                          |                                                          |                                                          |                                                          |
| XV: 2009–2014 | 32,9 %                                                   | 27                                                       | 23,8 %                                                   | 19                                                       | 18,6 %                                                   | 15                                                       | 13,0 %                                                   | 10                                                       | 3,6 %                                                    | 3                                                        | 3,8 %                                                    | 3                                                        | 2,1 %                                                    | 2                                                        | 1,6 %                                                    | 1                                                        | 0,5 %                                                    | –                                                        |                                                          |                                                          | 80                                                       |
| BBB: Bürger Bund Bonn; BFF: Bündnis für Frieden und Fairness; UWG Bonn: Unabhängige Wählergemeinschaft Bonn Quellen: Stadt Bonn, Kommunalwahlen Bonn 2009 |                                                          |                                                          |                                                          |                                                          |                                                          |                                                          |                                                          |                                                          |                                                          |                                                          |                                                          |                                                          |                                                          |                                                          |                                                          |                                                          |                                                          |                                                          |                                                          |                                                          |                                                          |

### Der Oberbürgermeister von Bonn
In Bonn tritt die amtierende Oberbürgermeisterin Bärbel Dieckmann aus persönlichen Gründen nicht mehr an. Sie war die erste SPD-Oberbürgermeisterin in Bonn seit 1945. Die Bonner SPD nominierte daraufhin den Schulleiter der IGS Bonn-Beuel Jürgen Nimptsch als OB-Kandidaten.
Von den größeren Parteien treten mit einem eigenen OB-Kandidaten die CDU mit dem Postangestellten Christian Dürig, die FDP mit dem Sparkassenbetriebswirt Werner Hümmrich und die Grünen mit dem SolarWorld-Angestellten Peter Finger an. Zudem tritt erstmals auch die Linke mit dem Diplom-Juristen und Doktoranden Michael Faber an. Der BBB (Bürger Bund Bonn) tritt mit dem ehemaligen Kölner Stadtdirektor und ehemaligen CDU-Mitglied Bernhard Wimmer an. Die UWG Bonn nominierte ihre stellvertretende Vorsitzende Heide Baach.
Bei den Kommunalwahlen am 30. August wurde Jürgen Nimptsch mit 40,91 Prozent der Stimmen zum Nachfolger von Oberbürgermeisterin Bärbel Dieckmann gewählt. Er wird am 29. Oktober als neuer Oberbürgermeister von Bonn vereidigt. Die Wahlbeteiligung bei der Wahl des Oberbürgermeisters lag bei 56,04 Prozent.
| Wahl des Oberbürgermeisters                   | Wahl des Oberbürgermeisters | Wahl des Oberbürgermeisters | Wahl des Oberbürgermeisters | Wahl des Oberbürgermeisters | Wahl des Oberbürgermeisters | Wahl des Oberbürgermeisters | Wahl des Oberbürgermeisters | Wahl des Oberbürgermeisters | Wahl des Oberbürgermeisters | Wahl des Oberbürgermeisters | Wahl des Oberbürgermeisters | Wahl des Oberbürgermeisters | Wahl des Oberbürgermeisters | Wahl des Oberbürgermeisters | Wahl des Oberbürgermeisters | Wahl des Oberbürgermeisters | Wahl des Oberbürgermeisters |
| Partei                                        | 1999                        | 1999                        | 1999                        | 2004                        | 2004                        | 2009                        | 2009                        |                             |                             |                             |                             |                             |                             |                             |                             |                             |                             |
| --------------------------------------------- | --------------------------- | --------------------------- | --------------------------- | --------------------------- | --------------------------- | --------------------------- | --------------------------- | --------------------------- | --------------------------- | --------------------------- | --------------------------- | --------------------------- | --------------------------- | --------------------------- | --------------------------- | --------------------------- | --------------------------- |
| Partei                                        | Kandidat                    | 25.09.                      | 10.10.                      | Kandidat                    | 26.09.                      | Kandidat                    | 30.08.                      |                             |                             |                             |                             |                             |                             |                             |                             |                             |                             |
| SPD                                           | Bärbel Dieckmann            | 45,2                        | 51,2                        | Bärbel Dieckmann            | 56,8                        | Jürgen Nimptsch             | 40,91                       |                             |                             |                             |                             |                             |                             |                             |                             |                             |                             |
| CDU                                           | Helmut Stahl                | 47,6                        | 48,7                        | Pia Heckes                  | 31,1                        | Christian Dürig             | 35,49                       |                             |                             |                             |                             |                             |                             |                             |                             |                             |                             |
| GRÜNE                                         | Dorothea Paß-Weingartz      | 2,8                         | –                           | Dorothea Paß-Weingartz      | 4,8                         | Peter Finger                | 10,19                       |                             |                             |                             |                             |                             |                             |                             |                             |                             |                             |
| FDP                                           | Werner Hümmrich             | 1,9                         | –                           | Werner Hümmrich             | 3,7                         | Werner Hümmrich             | 7,07                        |                             |                             |                             |                             |                             |                             |                             |                             |                             |                             |
| BBB                                           | Heinz Schott                | 2,2                         | –                           | Heinz Schott                | 3,1                         | Bernhard Wimmer             | 2,90                        |                             |                             |                             |                             |                             |                             |                             |                             |                             |                             |
| Linke                                         | –                           | –                           | –                           | –                           | –                           | Michael Faber               | 2,65                        |                             |                             |                             |                             |                             |                             |                             |                             |                             |                             |
| –                                             | Enzo Pellarini              | 0,4                         | –                           | Enzo Pellarini              |                             |                             |                             |                             |                             |                             |                             |                             |                             |                             |                             |                             |                             |
| UWG                                           | –                           | –                           | –                           | Claus Plantiko              | 0,8                         | Heide Baach                 | 0,79                        |                             |                             |                             |                             |                             |                             |                             |                             |                             |                             |
| Quellen: Stadt Bonn, Kommunalwahlen Bonn 2009 |                             |                             |                             |                             |                             |                             |                             |                             |                             |                             |                             |                             |                             |                             |                             |                             |                             |

Siehe auch: Liste der Oberbürgermeister und Oberstadtdirektoren von Bonn

### Die vier Bezirksvertretungen von Bonn
| Bad Godesberg | Jahr | CDU | CDU  | SPD | SPD  | Grüne | Grüne | FDP | FDP | BBB | BBB | Sonstige | Sonstige | Gesamt                   | Bezirksbürgermeister |  |
|               | 1994 |     |      |     |      |       |       |     |     |     |     |          |          |                          |                      |  |
| 1999          | 55,6 |     | 26,7 |     | 7,3  |       | 5,7   |     | 3,5 |     |     |          | 19       | Annette Schwolen-Flümann | CDU                  |  |
| 2004          | 43,2 | 8   | 26,6 | 5   | 13,4 | 3     | 8,9   | 2   | 5,3 | 1   |     |          | 19       | Annette Schwolen-Flümann | CDU                  |  |
| 2009          | 40,7 | 8   | 18,0 | 4   | 17,0 | 3     | 11,6  | 2   | 6,7 | 1   | 5,9 | 1        | 19       | Annette Schwolen-Flümann | CDU                  |  |

| Bonn (Stadtbezirk) | Jahr | CDU | CDU  | SPD | SPD  | Grüne | Grüne | FDP | FDP | BBB | BBB | Sonstige | Sonstige | Gesamt               | Bezirksbürgermeister |  |
|                    | 1994 |     |      |     |      |       |       |     |     |     |     |          |          |                      |                      |  |
| 1999               | 47,7 |     | 28,5 |     | 12,8 |       | 5,4   |     | 3,8 |     |     |          | 19       | Karl-Wilhelm Starcke | CDU                  |  |
| 2004               | 34,6 | 7   | 29,4 | 6   | 20,2 | 4     | 7,6   | 1   | 5,2 | 1   |     |          | 19       | Helmut Kollig        | SPD                  |  |
| 2009               | 30,2 | 6   | 24,6 | 5   | 23,3 | 4     | 11,9  | 2   | 3,4 | 1   | 6,7 | 1        | 19       | Helmut Kollig        | SPD                  |  |

| Beuel | Jahr | CDU | CDU  | SPD | SPD  | Grüne | Grüne | FDP | FDP | BBB | BBB | Sonstige | Sonstige | Gesamt          | Bezirksbürgermeister |  |
|       | 1994 |     |      |     |      |       |       |     |     |     |     |          |          |                 |                      |  |
| 1999  | 50,4 |     | 29,6 |     | 9,9  |       | 4,9   |     | 3,3 |     |     |          | 19       |                 |                      |  |
| 2004  | 38,8 | 8   | 30,2 | 6   | 17,2 | 3     | 6,6   | 1   | 3,4 | 1   |     |          | 19       | Wolfgang Hürter | SPD                  |  |
| 2009  | 34,2 | 6   | 27,5 | 5   | 20,7 | 4     | 8,4   | 2   | 3,7 | 1   | 5,5 | 1        | 19       | Wolfgang Hürter | SPD                  |  |

| Hardtberg | Jahr | CDU  | CDU  | SPD  | SPD  | Grüne | Grüne | FDP | FDP | BBB | BBB | Sonstige | Sonstige | Gesamt                                   | Bezirksbürgermeister |     |
|           | 1979 | 56,2 | 11   | 30,2 | 6    | –,-   |       | 9,5 | 2   |     |     | 0,3      |          | 19                                       | Heinz Keiser         | CDU |
| 1984      | 49,7 | 10   | 29,1 | 5    | 10,5 | 2     | 10,5  | 2   |     |     | 0,3 |          | 19       | Gerhard Lorth                            | CDU                  |     |
| 1989      | 41,9 | 8    | 30,2 | 6    | 9,7  | 2     | 10,7  | 2   |     |     | 5,9 | 1        | 19       | Gerhard Lorth                            | CDU                  |     |
| 1994      | 42,0 | 9    | 32,4 | 7    | 12,4 | 2     | 5,1   | 1   |     |     | 7,1 |          | 19       | Gerhard Lorth                            | CDU                  |     |
| 1999      | 57,6 | 11   | 23,9 | 5    | 7,7  | 1     | 5,1   | 1   | 5,8 | 1   |     |          | 19       | Gerhard Lorth                            | CDU                  |     |
| 2004      | 45,0 | 9    | 27,0 | 5    | 12,8 | 3     | 6,5   | 1   | 5,2 | 1   |     |          | 19       | Gerhard Lorth (seit 2008: Petra Thorand) | CDU                  |     |
| 2009      | 42,7 | 8    | 22,7 | 4    | 14,9 | 3     | 9,5   | 2   | 2,7 | 0   | 7,7 | 2        | 19       | Petra Thorand                            | CDU                  |     |

Seit der kommunalen Neugliederung von 1969 besteht Bonn aus den vier Stadtbezirken Bad Godesberg, Bonn, Beuel und Hardtberg. Die Vorsitzenden der Bezirksvertretungen heißen Bezirksbürgermeister. 2009 wurde die CDU in allen Bezirken stärkste Partei. Die SPD, die Grünen, die FDP und die LINKE zogen 2009 in jede Bezirksvertretung ein.

## Bottrop
Bottrop ist eine traditionell sozialdemokratische Stadt. Gleich zwei bundesweit weniger bedeutende Parteien haben hier ihre Hochburgen: die ödp fuhr hier mit 6,6 % und vier gewonnenen Sitzen im Stadtrat hinter Bad Driburg / Kreis Höxter (8,7 % (drei)) ihr landesweit zweitbestes Ergebnis ein. Die DKP erreichte ebenfalls vier Sitze und somit ihr landesweit bestes Ergebnis.

### Rat der Stadt Bottrop
Bottrop hatte am 31. Dezember 2007 118.597 Einwohner. Somit steht der Stadt ein Rat von mindestens 58 Mitgliedern zu von denen 29 in Wahlkreisen direkt gewählt werden. Von 1994 bis 1999 hatte die SPD die absolute Mehrheit inne. 1999 wurde die CDU stärkste Partei, 2004 wieder die SPD. Seit dem Fall der Sperrklausel sind ödp, DKP und FDP im Rat vertreten. Die Grünen profitierten 1999 ebenfalls vom Fall der Sperrklausel.
Bottrop ist eine der wenigen kreisfreien Städte, in denen die SPD bei der Ratswahl Wähleranteil hinzugewinnen konnte. Durch den verkleinerten Rat verlor sie aber dennoch ein Ratsmandat.
Verloren haben die CDU, ödp und DKP sowohl Wähleranteil, wie auch Mandate. Hinzugewonnen haben Grüne und FDP. Die Grünen konnten ihren Zugewinn nicht in ein zusätzliches Ratsmandat ummünzen, verdrängten aber die DKP auf Platz 5 in der Wählergunst.
Neu im Rat vertreten sind Die Linke und die Freien Wähler.
| Rat der Stadt Bottrop: Wähleranteil und Sitze seit 1994                   | Rat der Stadt Bottrop: Wähleranteil und Sitze seit 1994 | Rat der Stadt Bottrop: Wähleranteil und Sitze seit 1994 | Rat der Stadt Bottrop: Wähleranteil und Sitze seit 1994 | Rat der Stadt Bottrop: Wähleranteil und Sitze seit 1994 | Rat der Stadt Bottrop: Wähleranteil und Sitze seit 1994 | Rat der Stadt Bottrop: Wähleranteil und Sitze seit 1994 | Rat der Stadt Bottrop: Wähleranteil und Sitze seit 1994 | Rat der Stadt Bottrop: Wähleranteil und Sitze seit 1994 | Rat der Stadt Bottrop: Wähleranteil und Sitze seit 1994 | Rat der Stadt Bottrop: Wähleranteil und Sitze seit 1994 | Rat der Stadt Bottrop: Wähleranteil und Sitze seit 1994 | Rat der Stadt Bottrop: Wähleranteil und Sitze seit 1994 | Rat der Stadt Bottrop: Wähleranteil und Sitze seit 1994 | Rat der Stadt Bottrop: Wähleranteil und Sitze seit 1994 | Rat der Stadt Bottrop: Wähleranteil und Sitze seit 1994 | Rat der Stadt Bottrop: Wähleranteil und Sitze seit 1994 | Rat der Stadt Bottrop: Wähleranteil und Sitze seit 1994 | Rat der Stadt Bottrop: Wähleranteil und Sitze seit 1994 | Rat der Stadt Bottrop: Wähleranteil und Sitze seit 1994 | Rat der Stadt Bottrop: Wähleranteil und Sitze seit 1994 | Rat der Stadt Bottrop: Wähleranteil und Sitze seit 1994 | Rat der Stadt Bottrop: Wähleranteil und Sitze seit 1994 | Rat der Stadt Bottrop: Wähleranteil und Sitze seit 1994 | Rat der Stadt Bottrop: Wähleranteil und Sitze seit 1994 | Rat der Stadt Bottrop: Wähleranteil und Sitze seit 1994 |
| ------------------------------------------------------------------------- | ------------------------------------------------------- | ------------------------------------------------------- | ------------------------------------------------------- | ------------------------------------------------------- | ------------------------------------------------------- | ------------------------------------------------------- | ------------------------------------------------------- | ------------------------------------------------------- | ------------------------------------------------------- | ------------------------------------------------------- | ------------------------------------------------------- | ------------------------------------------------------- | ------------------------------------------------------- | ------------------------------------------------------- | ------------------------------------------------------- | ------------------------------------------------------- | ------------------------------------------------------- | ------------------------------------------------------- | ------------------------------------------------------- | ------------------------------------------------------- | ------------------------------------------------------- | ------------------------------------------------------- | ------------------------------------------------------- | ------------------------------------------------------- | ------------------------------------------------------- |
| Wahlperiode                                                               | SPD                                                     | SPD                                                     | SPD                                                     | CDU                                                     | CDU                                                     | CDU                                                     | Ökologisch-Demokratische Partei                         | Ökologisch-Demokratische Partei                         | Ökologisch-Demokratische Partei                         | Bündnis 90/Die Grünen                                   | Bündnis 90/Die Grünen                                   | Bündnis 90/Die Grünen                                   | Deutsche Kommunistische Partei                          | Deutsche Kommunistische Partei                          | Deutsche Kommunistische Partei                          | FDP                                                     | FDP                                                     | FDP                                                     | die Partei „Die Linke“                                  | die Partei „Die Linke“                                  | die Partei „Die Linke“                                  | Freie Wähler                                            | Freie Wähler                                            | Freie Wähler                                            | Sitze                                                   |
| Wahlperiode                                                               |                                                         | %                                                       | Mandate                                                 |                                                         | %                                                       | Mandate                                                 |                                                         | %                                                       | Mandate                                                 |                                                         | %                                                       | Mandate                                                 |                                                         | %                                                       | Mandate                                                 |                                                         | %                                                       | Mandate                                                 |                                                         | %                                                       | Mandate                                                 |                                                         | %                                                       | Mandate                                                 | Sitze                                                   |
| XII: 1994–1999                                                            |                                                         | 52,5                                                    | 34                                                      |                                                         | 31,8                                                    | 21                                                      |                                                         | 2,0                                                     | –                                                       |                                                         | 6,8                                                     | 4                                                       |                                                         | 3,8                                                     | –                                                       |                                                         | 1,9                                                     | –                                                       |                                                         |                                                         |                                                         |                                                         |                                                         |                                                         | 59                                                      |
| XIII: 1999–2004                                                           | Verluste                                                | 40,2                                                    | 23                                                      | Gewinn                                                  | 42,0                                                    | 24                                                      | Gewinn                                                  | 6,4                                                     | 4                                                       | Verluste                                                | 4,5                                                     | 3                                                       | Gewinn                                                  | 4,4                                                     | 3                                                       | Gewinn                                                  | 2,5                                                     | 1                                                       | 58                                                      |                                                         |                                                         |                                                         |                                                         |                                                         |                                                         |
| XIV: 2004–2009                                                            | Verluste                                                | 41,2                                                    | 24                                                      | Verluste                                                | 37,1                                                    | 21                                                      | Gewinn                                                  | 6,6                                                     | 4                                                       | Gewinn                                                  | 5,0                                                     | 3                                                       | Gewinn                                                  | 6,5                                                     | 4                                                       | Gewinn                                                  | 3,3                                                     | 2                                                       | 58                                                      |                                                         |                                                         |                                                         |                                                         |                                                         |                                                         |
| XV: 2009–2014                                                             | Gewinn                                                  | 42,2                                                    | 23                                                      | Verluste                                                | 28,5                                                    | 16                                                      | Verluste                                                | 6,4                                                     | 3                                                       | Gewinn                                                  | 6,2                                                     | 3                                                       | Verluste                                                | 5,6                                                     | 3                                                       | Gewinn                                                  | 5,4                                                     | 3                                                       | neu                                                     | 4,6                                                     | 2                                                       | neu                                                     | 1,1                                                     | 1                                                       | 54                                                      |
| Quellen: Landeswahlleiterin, www.bottrop.de; : Verluste, : Gewinne, : neu |                                                         |                                                         |                                                         |                                                         |                                                         |                                                         |                                                         |                                                         |                                                         |                                                         |                                                         |                                                         |                                                         |                                                         |                                                         |                                                         |                                                         |                                                         |                                                         |                                                         |                                                         |                                                         |                                                         |                                                         |                                                         |

### Bottroper Oberbürgermeister
Der amtierenden Oberbürgermeister Peter Noetzel (SPD) wird sich aus Altersgründen nicht mehr zu Wahl stellen. Bei der Oberbürgermeisterwahl 2009 wird für die SPD Bernd Tischler antreten. Die CDU nominierte am 18. Dezember 2008 den Duisburger Marc Buchholz.
Als weitere Kandidaten treten an: Klaus Dobrindt (ÖDP), Michael Gerber (DKP), Andrea Swoboda (Grüne), Bernhard Günter Blocks (Linke) und Bodo Schulte (Freie Unabhängige Wähler).

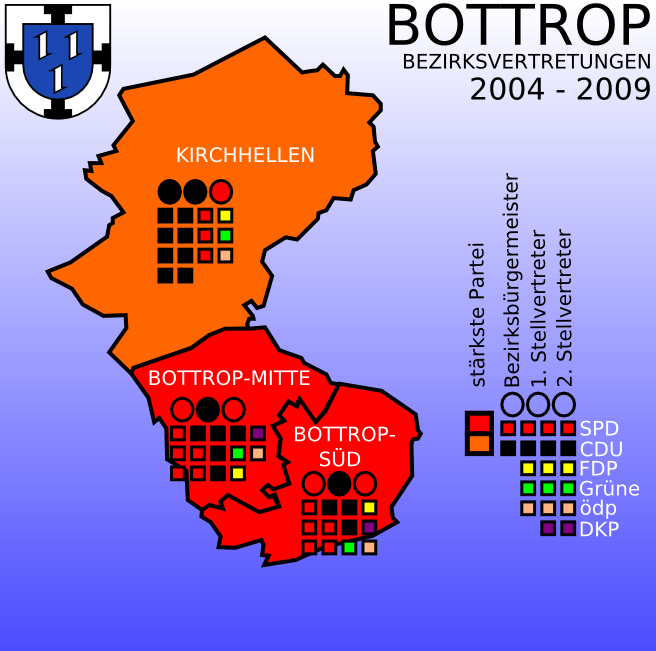
Zusammensetzung der drei Bezirksvertretungen in Bottrop

### Die drei Bottroper Bezirksvertretungen
In der Bezirksvertretung des Stadtteils Kirchhellen erreichte die CDU 2004 die absolute Mehrheit, die SPD in den beiden anderen Stadtteilen die relative. Grüne, FDP und ödp sind in allen Bezirksvertretungen vertreten, die DKP nur in Bottrop-Süd und -Mitte.
Insgesamt stellt die CDU die meisten Bezirksvertreter.
| Bezirksbürgermeister, Parteien und Zusammensetzung der Bezirksvertretungen | Bezirksbürgermeister, Parteien und Zusammensetzung der Bezirksvertretungen | Bezirksbürgermeister, Parteien und Zusammensetzung der Bezirksvertretungen | Bezirksbürgermeister, Parteien und Zusammensetzung der Bezirksvertretungen | Bezirksbürgermeister, Parteien und Zusammensetzung der Bezirksvertretungen | Bezirksbürgermeister, Parteien und Zusammensetzung der Bezirksvertretungen | Bezirksbürgermeister, Parteien und Zusammensetzung der Bezirksvertretungen | Bezirksbürgermeister, Parteien und Zusammensetzung der Bezirksvertretungen | Bezirksbürgermeister, Parteien und Zusammensetzung der Bezirksvertretungen | Bezirksbürgermeister, Parteien und Zusammensetzung der Bezirksvertretungen |
| -------------------------------------------------------------------------- | -------------------------------------------------------------------------- | -------------------------------------------------------------------------- | -------------------------------------------------------------------------- | -------------------------------------------------------------------------- | -------------------------------------------------------------------------- | -------------------------------------------------------------------------- | -------------------------------------------------------------------------- | -------------------------------------------------------------------------- | -------------------------------------------------------------------------- |
| Stadtbezirk                                                                | Bezirksbürgermeister                                                       | Bezirksbürgermeister                                                       | CDU                                                                        | SPD                                                                        | Grüne                                                                      | FDP                                                                        | ödp                                                                        | DKP                                                                        | Bezirk                                                                     |
| XIV: 2004–2009                                                             |                                                                            |                                                                            |                                                                            |                                                                            |                                                                            |                                                                            |                                                                            |                                                                            |                                                                            |
| Bottrop-Süd                                                                | Gerhard Bongers                                                            | SPD                                                                        | 4                                                                          | 7                                                                          | 1                                                                          | 1                                                                          | 1                                                                          | 1                                                                          | 15                                                                         |
| Bottrop-Mitte                                                              | Klaus Kalthoff                                                             | SPD                                                                        | 6                                                                          | 7                                                                          | 1                                                                          | 1                                                                          | 1                                                                          | 1                                                                          | 17                                                                         |
| Kirchhellen                                                                | M. Hülskemper                                                              | CDU                                                                        | 10                                                                         | 4                                                                          | 1                                                                          | 1                                                                          | 1                                                                          | –                                                                          | 17                                                                         |
| Gesamt                                                                     | Gesamt                                                                     | Gesamt                                                                     | 20                                                                         | 18                                                                         | 3                                                                          | 3                                                                          | 3                                                                          | 2                                                                          | 49                                                                         |
| XV: 2009–2014                                                              |                                                                            |                                                                            |                                                                            |                                                                            |                                                                            |                                                                            |                                                                            |                                                                            |                                                                            |
| Bottrop-Süd                                                                |                                                                            |                                                                            |                                                                            |                                                                            |                                                                            |                                                                            |                                                                            |                                                                            | 15                                                                         |
| Bottrop-Mitte                                                              |                                                                            |                                                                            |                                                                            |                                                                            |                                                                            |                                                                            |                                                                            |                                                                            | 17                                                                         |
| Kirchhellen                                                                |                                                                            |                                                                            |                                                                            |                                                                            |                                                                            |                                                                            |                                                                            |                                                                            | 17                                                                         |
| Gesamt                                                                     | Gesamt                                                                     | Gesamt                                                                     |                                                                            |                                                                            |                                                                            |                                                                            |                                                                            |                                                                            | 49                                                                         |

## Kreis Coesfeld

### Der Kreistag von Coesfeld
| Kreistag von Coesfeld: Wähleranteil und Mandate seit 2004 | Kreistag von Coesfeld: Wähleranteil und Mandate seit 2004 | Kreistag von Coesfeld: Wähleranteil und Mandate seit 2004 | Kreistag von Coesfeld: Wähleranteil und Mandate seit 2004 | Kreistag von Coesfeld: Wähleranteil und Mandate seit 2004 | Kreistag von Coesfeld: Wähleranteil und Mandate seit 2004 | Kreistag von Coesfeld: Wähleranteil und Mandate seit 2004 | Kreistag von Coesfeld: Wähleranteil und Mandate seit 2004 | Kreistag von Coesfeld: Wähleranteil und Mandate seit 2004 | Kreistag von Coesfeld: Wähleranteil und Mandate seit 2004 | Kreistag von Coesfeld: Wähleranteil und Mandate seit 2004 | Kreistag von Coesfeld: Wähleranteil und Mandate seit 2004 |     |
| --------------------------------------------------------- | --------------------------------------------------------- | --------------------------------------------------------- | --------------------------------------------------------- | --------------------------------------------------------- | --------------------------------------------------------- | --------------------------------------------------------- | --------------------------------------------------------- | --------------------------------------------------------- | --------------------------------------------------------- | --------------------------------------------------------- | --------------------------------------------------------- | --- |
| Wahlperiode                                               | CDU                                                       | CDU                                                       | SPD                                                       | SPD                                                       | Grüne                                                     | Grüne                                                     | FDP                                                       | FDP                                                       | ödp                                                       | ödp                                                       | Tag                                                       | Tag |
| XIV: 2004–2009                                            | 53,6                                                      | 29                                                        | 24,4                                                      | 13                                                        | 11,0                                                      | 6                                                         | 8,7                                                       | 5                                                         | 2,3                                                       | 1                                                         | 54                                                        |     |
| XV: 2009–2014                                             |                                                           |                                                           |                                                           |                                                           |                                                           |                                                           |                                                           |                                                           |                                                           |                                                           |                                                           |     |

### Landrat von Coesfeld
Landrat ist seit dem 1. Oktober 2004 Konrad Püning (CDU). Er wurde am 26. September 2004 im ersten Wahlgang mit 56,6 % der Stimmen gewählt.
Für die Wahl 2009 stellen die Grünen keinen Kandidaten auf.
| Partei | 1999                 | 1999   | 2004           | 2004   | 2009          | 2009          |
| Partei | Kandidat             | 12.09. | Kandidat       | 26.09. | Kandidat      | 30.08.        |
| ------ | -------------------- | ------ | -------------- | ------ | ------------- | ------------- |
| CDU    | Hans Pixa            | 64,1   | Konrad Püning  | 56,6   |               |               |
| SPD    | Ilse Ridder-Melchers | 27,2   | André Stinka   | 24,6   | André Stinka  |               |
| GRÜNE  | Rainer Michaelis     | 5,3    | Willi Kortmann | 11,1   | kein Kandidat | kein Kandidat |
| FDP    | Thomas M. Schneider  | 2,6    | Gerhard Stauff | 7,6    |               |               |
| ödp    | Peter Diercksen      | 0,9    | –              | –,-    |               |               |

### Vertretungen der kreisabhängigen Gemeinden
CDU und SPD sind in allen 11 Kommunalparlamenten vertreten. Die CDU hat überall die Mehrheit, sechsmal sogar die absolute.
2004 gewannen sechs CDU-Bürgermeister die Wahl, drei unabhängige und einer von der SPD, der von Grünen und von der Unabhängigen Bürgergemeinschaft Nottuln unterstützt wurde.
2008 schlossen sich verschiedene Wählergemeinschaften zur Vereinigten Wählergemeinschaft Coesfeld (VWC) zusammen. Sie sind in fünf Kommunalparlamenten vertreten, in Coesfeld und Rosedahl sind sie sogar die zweitstärkste politische Kraft vor den Sozialdemokraten. Im Kreistag sind sie nicht vertreten.
Drei unabhängige Gruppierungen haben sich 2008 nicht der Vereinigten Wählergemeinschaft Coesfeld VWC angeschlossen: die Unabhängige Bürgergemeinschaft Nottuln (UBG), die Unabhängige Wählergemeinschaft Ascheberg (UWG), die Grüne Alternative Liste Dülmen (GAL).
Die im Kreistag vertretene ödp spielt in den Städten und Gemeinden keine Rolle.
| Billerbeck | Jahr | CDU  | CDU  | SPD  | SPD | Grüne | Grüne | FDP | FDP | – | – | – | – | – | –  | Gesamt       | Bürgermeister |  |
|            | 1994 | 46,2 | 13   | 37,1 | 10  | 8,7   | 2     | 8,0 | 2   |   |   |   |   |   |    | 27           |               |  |
| 1999       | 52,4 | 14   | 37,5 | 10   | 5,4 | 1     | 4,4   | 1   |     |   |   |   |   |   | 26 | Harald Koch  | CDU           |  |
| 2004       | 53,3 | 14   | 37,3 | 10   | 9,5 | 2     | –,-   | –   |     |   |   |   |   |   | 26 | Marion Dirks | unabh.        |  |
| 2009       |      |      |      |      |     |       |       |     |     |   |   |   |   |   |    |              |               |  |

| Coesfeld | Jahr | CDU  | CDU  | SPD  | SPD | Grüne | Grüne | FDP | FDP  | Pro Coe | Pro Coe | UWG | UWG | – | –  | Gesamt                  | Bürgermeister |  |
| | 1994 | 49,1 | 25   | 33,3 | 16  | 9,2   | 4     | 3,9 | –    |         | –       | 4,5 | –   |   | –  | 45                      |               |  |
| 1999 | 62,4 | 27   | 26,5 | 12   | 7,6 | 3     | 3,6   | 2   |      | –       |         | –   |     | – | 44 | Rainer Christian Beutel | CDU           |  |
| 2004 | 38,3 | 15   | 16,1 | 6    | 5,6 | 2     | 4,8   | 2   | 34,7 | 13      |         | –   |     |   | 38 | Heinz Öhmann            | CDU           |  |
| 2009 |      |      |      |      |     |       |       |     |      |         |         |     |     |   |    |                         |               |  |
| - Heinz Öhmann wurde schon am 9. März 2003 gewählt und musste sich 2004 nicht zur Wahl stellen. - PRO Coesfeld gehört zur Vereinigten Wählergemeinschaft Coesfeld VWC |      |      |      |      |     |       |       |     |      |         |         |     |     |   |    |                         |               |  |

| Dülmen                                                              | Jahr | CDU  | CDU  | SPD  | SPD | Grüne | Grüne | FDP | FDP | UWG | UWG | GAL | GAL | DMP | DMP | Gesamt            | Bürgermeister |  |
|                                                                     | 1994 | 46,6 |      | 33,9 |     | 7,8   |       | –,- |     | 8,9 |     |     |     |     |     |                   |               |  |
| 1999                                                                | 57,5 | 25   | 26,5 | 12   | 3,5 | 2     | 3,0   | 1   | 4,2 | 2   |     | –   | 4,2 | 2   | 44  | Jan Dirk Püttmann | CDU           |  |
| 2004                                                                | 49,3 | 22   | 29,1 | 13   |     | 1     | 9,5   | 5   | 4,6 | 2   | 3,1 | 1   |     | –   | 44  | Jan Dirk Püttmann | CDU           |  |
| 2009                                                                |      |      |      |      |     |       |       |     |     |     |     |     |     |     |     |                   |               |  |
| - UWG Dülmen gehört zur Vereinigten Wählergemeinschaft Coesfeld VWC |      |      |      |      |     |       |       |     |     |     |     |     |     |     |     |                   |               |  |

| Lüdinghausen | Jahr | CDU | CDU  | SPD | SPD  | Grüne | Grüne | FDP | FDP | – | – | – | – | – | –  | Gesamt           | Bürgermeister |  |
|              | 1994 |     | 22   |     | 10   |       | 5     |     | –   |   | – |   | – |   | –  |                  |               |  |
| 1999         |      | 23  |      | 8   |      | 3     |       | 2   |     | – |   | – |   | – |    | Richard Borgmann | CDU           |  |
| 2004         | 55,3 | 20  | 21,4 | 8   | 13,9 | 5     | 9,5   | 3   |     | – |   | – |   | – | 36 | Richard Borgmann | CDU           |  |
| 2009         |      |     |      |     |      |       |       |     |     |   |   |   |   |   |    |                  |               |  |

| Billerbeck                                                       | Jahr | CDU | CDU  | SPD | SPD | Grüne | Grüne | FDP | FDP  | UWG | UWG | – | – | – | –  | Gesamt           | Bürgermeister |  |
|                                                                  | 1994 |     | 19   |     | 11  |       | –     |     | 3    |     | –   |   | – |   | –  | 33               |               |  |
| 1999                                                             |      | 21  |      | 5   |     | 1     |       | 2   |      | 3   |     | – |   | – | 32 | Josef Himmelmann | CDU           |  |
| 2004                                                             | 59,8 | 19  | 17,7 | 6   | –   | –     | 9,5   | 3   | 13,0 | 4   |     | – |   | – | 32 | Josef Himmelmann | CDU           |  |
| 2009                                                             |      |     |      |     |     |       |       |     |      |     |     |   |   |   |    |                  |               |  |
| UWG Olfen gehört zur Vereinigten Wählergemeinschaft Coesfeld VWC |      |     |      |     |     |       |       |     |      |     |     |   |   |   |    |                  |               |  |

| Ascheberg | Jahr | CDU | CDU  | SPD | SPD | Grüne | Grüne | FDP | FDP | – | –    | UWG  | UWG | – | –  | Gesamt         | Bürgermeister |  |
|           | 1994 |     | 16   |     | 8   |       | –     |     | 2   |   | –    | 22,3 | 7   |   | –  |                |               |  |
| 1999      | 54,8 | 15  | 21,3 | 6   |     | –     | 5,5   | 2   |     | – | 18,4 | 5    |     | – |    | Dieter Emthaus | unabh.        |  |
| 2004      | 56,5 | 16  | 17,2 | 5   | –   | –     | 7,1   | 2   | –   | – | 19,2 | 5    | –   | – | 28 | Dieter Emthaus | unabh.        |  |
| 2009      |      |     |      |     |     |       |       |     |     |   |      |      |     |   |    |                |               |  |

| Havixbeck | Jahr | CDU | CDU  | SPD | SPD  | Grüne | Grüne | FDP | FDP | – | – | – | – | – | –  | Gesamt               | Bürgermeister |  |
|           | 1994 |     | 15   |     | 8    |       | 4     |     | 2   |   | – |   | – |   | –  |                      |               |  |
| 1999      |      | 14  |      | 6   |      | 4     |       | 2   |     | – |   | – |   | – | 26 | Nikolaus Gottschling | CDU           |  |
| 2004      | 42,6 | 12  | 25,6 | 7   | 19,8 | 6     | 12,0  | 3   |     | – |   | – |   | – | 28 | Nikolaus Gottschling | CDU           |  |
| 2009      |      |     |      |     |      |       |       |     |     |   |   |   |   |   |    |                      |               |  |

| Nordkirchen                                                            | Jahr | CDU | CDU  | SPD | SPD | Grüne | Grüne | FDP | FDP | UWG | UWG | – | – | – | –  | Gesamt            | Bürgermeister |  |
|                                                                        | 1994 |     | 15   |     | 8   |       | 3     |     | 1   |     | –   |   | – |   | –  |                   |               |  |
| 1999                                                                   |      | 17  |      | 6   |     | 2     |       | 1   |     | 2   |     | – |   | – |    | Friedhard Drebing | CDU           |  |
| 2004                                                                   | 50,7 | 14  | 23,1 | 6   | 9,8 | 3     | 7,5   | 2   | 9,0 | 3   |     | – |   | – | 28 | Friedhard Drebing | CDU           |  |
| 2009                                                                   |      |     |      |     |     |       |       |     |     |     |     |   |   |   |    |                   |               |  |
| UWG Nordkirchen gehört zur Vereinigten Wählergemeinschaft Coesfeld VWC |      |     |      |     |     |       |       |     |     |     |     |   |   |   |    |                   |               |  |

| Nottuln | Jahr | CDU | CDU  | SPD | SPD  | Grüne | Grüne | FDP | FDP | – | –    | UBG | UBG | – | –  | Gesamt             | Bürgermeister |  |
| | 1994 |     |      |     |      |       |       |     |     |   |      |     |     |   |    |                    |               |  |
| 1999 |      |     |      |     |      |       |       |     |     |   |      |     |     |   |    |                    |               |  |
| 2004 | 44,2 | 16  | 19,5 | 7   | 11,0 | 4     | 6,4   | 2   |     | – | 17,9 | 7   |     | – | 36 | Peter A. Schneider | SPD           |  |
| 2009 |      |     |      |     |      |       |       |     |     |   |      |     |     |   |    |                    |               |  |
| - Unabhängige Bürgergemeinschaft Nottuln (UBG) - Peter A. Schneider wurde 2004 von SPD, Grünen und UBG unterstützt |      |     |      |     |      |       |       |     |     |   |      |     |     |   |    |                    |               |  |

| Rosendahl                                                              | Jahr | CDU | CDU  | SPD | SPD | Grüne | Grüne | FDP | FDP  | WIR | WIR | – | – | – | –  | Gesamt              | Bürgermeister |  |
|                                                                        | 1994 |     |      |     |     |       |       |     |      |     |     |   |   |   |    |                     |               |  |
| 1999                                                                   |      |     |      |     |     |       |       |     |      |     |     |   |   |   |    |                     |               |  |
| 2004                                                                   | 54,5 | 14  | 14,6 | 4   | 5,9 | 2     | –     | –   | 25,1 | 6   | –   | – | – | – | 26 | Franz-Josef Niehues | unabh.        |  |
| 2009                                                                   |      |     |      |     |     |       |       |     |      |     |     |   |   |   |    |                     |               |  |
| - WIR Rosendahl gehört zur Vereinigten Wählergemeinschaft Coesfeld VWC |      |     |      |     |     |       |       |     |      |     |     |   |   |   |    |                     |               |  |

| Senden | Jahr | CDU | CDU  | SPD | SPD  | Grüne | Grüne | FDP | FDP | – | – | – | – | – | –  | Gesamt      | Bürgermeister |  |
|        | 1994 |     |      |     |      |       |       |     |     |   |   |   |   |   |    |             |               |  |
| 1999   |      |     |      |     |      |       |       |     |     |   |   |   |   |   |    |             |               |  |
| 2004   | 55,1 | 19  | 23,1 | 8   | 13,8 | 4     | 8,0   | 3   |     | – |   | – |   | – | 34 | Alfred Holz | CDU           |  |
| 2009   |      |     |      |     |      |       |       |     |     |   |   |   |   |   |    |             |               |  |